# Sáng tạo doanh châu Á 2024
Sáng tạo doanh châu Á 2024 (tiếng Trung: 創造營亞洲2024; bính âm: Chuàngzàoyíng Yàzhōu Èrlíng èrsì, tiếng Anh: Chuang Asia 2024), tên chính thức là Chuang Asia: Thailand (tiếng Thái: ช่วง เอเชีย ไทยแลนด์), là mùa thứ năm của Sáng tạo doanh (Chuang), một chương trình sống còn tìm kiếm thần tượng của Trung Quốc, và là mùa đầu tiên với tên gọi Sáng tạo doanh châu Á. Cuộc thi quy tụ 70 thực tập sinh nữ đến từ các quốc gia và công ty giải trí khác nhau để hình thành một nhóm nhạc nữ quốc tế thông qua sự bình chọn của khán giả toàn cầu. Một nhóm gồm chín thực tập sinh cuối cùng đã chính thức được ra mắt trong đêm chung kết với tên gọi Gen1es.
Mùa thứ năm của chương trình được phát sóng trên Tencent Video, WeTV và One 31 vào tối thứ Bảy hàng tuần, từ ngày 3 tháng 2 năm 2024.

## Lịch sử sản xuất
Vào tháng 7 năm 2023, nhà sản xuất thông báo chương trình Sáng tạo doanh sẽ sản xuất các mùa tiếp theo tại các quốc gia khác ở châu Á dưới tên gọi Chuang Asia, bắt đầu với mùa đầu tiên tại Thái Lan. Đơn đăng ký tham gia đã được mở từ ngày 14 tháng 7 đến ngày 31 tháng 10 năm 2023, dành cho nữ thuộc mọi quốc tịch sinh trước năm 2008, có kỹ năng ca hát, nhảy, rap, diễn xuất và các kỹ năng khác.
Chuang Asia: Thailand đã tập hợp 70 thực tập sinh đến từ các quốc gia và các công ty giải trí khác nhau, những người sẽ trải qua các thử thách để giành lấy một vị trí trong nhóm nhạc nữ sắp ra mắt. Chương trình được ghi hình ở Thái Lan từ cuối năm 2023. Vào ngày 27 tháng 9, WeTV đã tiết lộ Vương Gia Nhĩ là cố vấn chính của chương trình trong một buổi họp báo.
Vào ngày 31 tháng 12 năm 2023, 70 thực tập sinh của chương trình đã biểu diễn ca khúc chủ đề "Summer Dream" (tạm dịch tiếng Việt: Giấc mơ mùa hè) trên sân khấu Amazing Thai Countdown tại Iconsiam. Đây là lần ra mắt công chúng đầu tiên của các thí sinh.
Vào ngày 31 tháng 1 năm 2024, video âm nhạc cho ca khúc "Summer Dream" được phát hành, và sau đó là bản audio vào ngày 17 tháng 2.

## Cố vấn
Tháng 9 năm 2023, Tencent Video đã công bố chính thức về mùa thứ năm của Sáng tạo doanh, với Vương Gia Nhĩ là nhà sản xuất quốc dân. Bốn cố vấn khác đã được đơn vị sản xuất thông báo vào tháng 12 năm 2023, bao gồm Jeff Satur, Mike Angelo, Ten và Nene.

### Cố vấn thường xuyên
| Tên           | Năm sinh | Vai trò                            | Ghi chú                                  |
| ------------- | -------- | ---------------------------------- | ---------------------------------------- |
| Vương Gia Nhĩ | 1994     | Nhà sản xuất quốc dân/Cố vấn chính | Thành viên của nhóm Got7                 |
| Jeff Satur    | 1995     | Cố vấn                             |                                          |
| Mike Angelo   | 1989     | Cố vấn                             |                                          |
| Ten           | 1996     | Cố vấn                             | Thành viên của nhóm WayV (NCT)           |
| Nene          | 1997     | Cố vấn                             | Cựu thành viên của nhóm BonBon Girls 303 |

### Cố vấn khách mời
| Tên            | Năm sinh | Tập   | Ghi chú                       |
| -------------- | -------- | ----- | ----------------------------- |
| Uno Santa      | 1998     | 6     | Cựu thành viên của nhóm INTO1 |
| Nine Kornchid  | 1999     | 6, 10 | Cựu thành viên của nhóm INTO1 |
| Minnie         | 1997     | 8     | Thành viên của nhóm (G)I-DLE  |
| Vương Tử Kỳ    | 1996     | 8     | Diễn viên                     |
| Win Metawin    | 1999     | 8     | [ 6 ]                         |
| Lưu Vũ         | 2000     | 10    | Cựu thành viên của nhóm INTO1 |
| Mika Hashizume | 1998     | 10    | Cựu thành viên của nhóm INTO1 |

## Danh sách thí sinh
Các thực tập sinh tham gia mùa này chính thức được công bố vào ngày 15 tháng 1 năm 2024.
| Họ và tên                                  | Nghệ danh                        | Ngày sinh                   | Quốc tịch          | Công ty chủ quản          |
| ------------------------------------------ | -------------------------------- | --------------------------- | ------------------ | ------------------------- |
| Chompoopuntip Temtanamongkol               | Acare                            | 3 tháng 4, 2007 (16 tuổi)   | Thái Lan           | Thí sinh tự do            |
| Akina Johnson                              | Akina                            | 23 tháng 11, 1999 (24 tuổi) | Nhật Bản, Hoa Kỳ   | Avex                      |
| Nguyễn Lê Ngọc Ánh Sáng                    | Ánh Sáng                         | 13 tháng 1, 2006 (18 tuổi)  | Việt Nam           | Celeb Group               |
| An Lợi Dĩnh (Aun Liying 安俐穎)            | Aun Aun                          | 6 tháng 11, 2000 (23 tuổi)  | Malaysia           | Prodigee Asia Talent      |
| Caithlyn Gwyneth Santos                    | Caith                            | 26 tháng 3, 2009 (14 tuổi)  | Indonesia          | STUN.GG                   |
| Kritima Jangsawad                          | Chaba                            | 28 tháng 9, 2000 (23 tuổi)  | Thái Lan           | Thí sinh tự do            |
| Kanokrak Ngamlikitlert                     | Chacha                           | 5 tháng 5, 2003 (20 tuổi)   | Thái Lan           | Insight Entertainment     |
| Chung Tư Dương (Zhong Si Yang 钟思扬)      | Chung Tư Duơng                   | 12 tháng 1, 2002 (22 tuổi)  | Trung Quốc         | Xingmeng Entertainment    |
| Coco Inokuchi                              | Coco                             | 31 tháng 5, 2007 (16 tuổi)  | Nhật Bản           | Avex                      |
| Made Devi Ranita Ningtara                  | Devi                             | 18 tháng 11, 2000 (23 tuổi) | Indonesia          | Indonesia Musik Nusantara |
| Âu Dương Đệ Đệ (Ouyang Didi 歐陽娣娣)      | Didi                             | 30 tháng 7, 2004 (19 tuổi)  | Trung Quốc         | Dalingdao Music           |
| Kang Du-na                                 | Duna                             | 28 tháng 4, 2005 (18 tuổi)  | Hàn Quốc           | A2Z Entertainment         |
| Điền Hiên Ninh (Tian Xuanning 田轩宁)      | Điền Hiên Ninh                   | 27 tháng 11, 1999 (24 tuổi) | Trung Quốc         | Lize Media                |
| Leong Yee Ling (梁愉苓)                    | Elyn                             | 22 tháng 6, 2003 (20 tuổi)  | Malaysia           | Yolo Onwards Culture      |
| Chu Dịch Manh (Zhu Yimeng 朱艺蒙)          | Emma                             | 27 tháng 1, 2007 (16 tuổi)  | Trung Quốc         | Changchun Qiyun           |
| Han Geum-hee                               | Geumhee                          | 4 tháng 3, 2005 (18 tuổi)   | Hàn Quốc           | A2Z Entertainment         |
| Napapat Sasipanichkul                      | Grace                            | 19 tháng 11, 2009 (14 tuổi) | Thái Lan           | BDL MD Entertainment      |
| Hoàn Nhan Gia Di (Wanyan Jiayi 完颜嘉怡)   | Hoàn Nhan Gia Di                 | 5 tháng 7, 2003 (20 tuổi)   | Trung Quốc         | T.H Entertainment         |
| Nampetch Ilene Collins                     | Ilene                            | 21 tháng 1, 2009 (14 tuổi)  | Thái Lan           | BDL MD Entertainment      |
| Chantaralak Buranathavornsom               | J Jazzsper                       | 23 tháng 8, 1999 (24 tuổi)  | Thái Lan           | High Cloud Entertainment  |
| Krongkwan Nakornthap                       | Jaoying                          | 17 tháng 1, 2005 (18 tuổi)  | Thái Lan           | GMMTV Records             |
| Krittiyaluksana Chuthawaranon              | Jasmine                          | 7 tháng 10, 2004 (19 tuổi)  | Thái Lan           | Thí sinh tự do            |
| Kurisara Chanapai                          | Jessica                          | 7 tháng 8, 2003 (19 tuổi)   | Thái Lan, Hoa Kỳ   | Sole U Entertainment      |
| Pateera Norkaew                            | Kanompang                        | 19 tháng 4, 2007 (16 tuổi)  | Thái Lan           | 4November Entertainment   |
| Kaylen Noelani Landry                      | Kaylen                           | 23 tháng 7, 2004 (19 tuổi)  | Hoa Kỳ             | Avex                      |
| Kiều Hâm Manh (Qiao Xin Meng 乔鑫萌)       | Kiều Hâm Manh                    | 18 tháng 2, 2007 (17 tuổi)  | Trung Quốc         | Xunjie Entertainment      |
| Lưu Kiều Nhất Vũ (Liu Qiao Yi Zi 刘乔一字) | Kiều Nhất Ngư (Qiao Yiyu 乔一魚) | 16 tháng 8, 2002 (21 tuổi)  | Trung Quốc         | HIJOY                     |
| Biên Thiên Ngữ (Bian Tianyu 边天语)        | Kittie                           | 9 tháng 3, 2008 (16 tuổi)   | Trung Quốc         | XTS                       |
| Krista Shim                                | Krista Shim                      | 29 tháng 4, 2007 (16 tuổi)  | Thái Lan           | True Tone Entertainment   |
| Melissa Ann Wonson                         | Lissa                            | 24 tháng 5, 2001 (22 tuổi)  | Thái Lan           | Insight Entertainment     |
| Lục Vũ Đình (Lu Yuting 陆雨婷)             | Lục Vũ Đình                      | 17 tháng 2, 2005 (19 tuổi)  | Trung Quốc         | Gold Dust Entertainment   |
| Lý Thi Điềm (Liliana Li 李诗恬)            | Liliana Li                       | 25 tháng 2, 2008 (15 tuổi)  | Trung Quốc, Hoa Kỳ | Hangzhou Even Media       |
| Mã Lệ Á (Maliya 马丽亚)                    | Mã Lệ Á                          | 8 tháng 2, 2002 (21 tuổi)   | Trung Quốc         | Youhug Media              |
| Mao Tú Đình (Mao Xiuting 毛秀婷)           | Mao Tú Đình                      | 19 tháng 1, 2005 (18 tuổi)  | Trung Quốc         | Top Class Entertainment   |
| Mao Tú Linh (Mao Xiuling 毛秀玲)           | Mao Tú Linh                      | 19 tháng 1, 2005 (18 tuổi)  | Trung Quốc         | Top Class Entertainment   |
| Kanyakorn Namboonruang                     | Mingming                         | 27 tháng 12, 2006 (17 tuổi) | Thái Lan           | BDL MD Entertainment      |
| Natthamon Jantraviphart                    | Natty                            | 18 tháng 11, 2002 (21 tuổi) | Thái Lan           | Shanghai Enjoy Media      |
| Suthicha Kanjana                           | Ninnint                          | 22 tháng 2, 2002 (21 tuổi)  | Thái Lan           | Thí sinh tự do            |
| Tarradee Watancharoen                      | P.amp                            | 8 tháng 1, 2002 (22 tuổi)   | Thái Lan           | E-intent                  |
| Kamonwarai Prajakrattanakul                | Pailiu                           | 18 tháng 7, 1999 (24 tuổi)  | Thái Lan           | Miss Grand International  |
| Nattanicha Phattharasunthornwong           | Panda                            | 9 tháng 5, 2008 (15 tuổi)   | Thái Lan           | 4November Entertainment   |
| Laksika Lijinda                            | Pangjang                         | 7 tháng 3, 2007 (16 tuổi)   | Thái Lan           | BDL MD Entertainment      |
| Nicha Piyawattananon                       | Phingphing                       | 3 tháng 10, 1999 (24 tuổi)  | Thái Lan           | One 31                    |
| Pimlapas Jungsura                          | Pimmie                           | 28 tháng 4, 2000 (23 tuổi)  | Thái Lan           | One 31                    |
| Laksika Leejinda                           | Praew                            | 8 tháng 5, 2008 (15 tuổi)   | Thái Lan           | BDL MD Entertainment      |
| Nutnicha Sangmanee                         | Pream                            | 28 tháng 4, 2006 (17 tuổi)  | Thái Lan           | GMMTV Records             |
| Thunayaporn Nakornsuwan                    | Preemmy                          | 5 tháng 11, 2004 (19 tuổi)  | Thái Lan           | E-intent                  |
| Venita Loywattanakul                       | Ray                              | 22 tháng 8, 2001 (22 tuổi)  | Thái Lan           | Thí sinh tự do            |
| Rei Kamikura                               | Rei                              | 1 tháng 8, 2004 (19 tuổi)   | Nhật Bản           | Avex                      |
| Rinka Aratake                              | Rinka                            | 19 tháng 11, 2003 (20 tuổi) | Nhật Bản           | Avex                      |
| Jeeranan Laotanapong                       | R-Jing                           | 20 tháng 4, 2003 (20 tuổi)  | Thái Lan           | GMM Music                 |
| Pachira Panyasrivinit                      | Rose                             | 17 tháng 9, 2005 (18 tuổi)  | Thái Lan           | 4November Entertainment   |
| Ikema Ruan                                 | Ruan                             | 16 tháng 3, 2004 (19 tuổi)  | Nhật Bản           | KISS Entertainment        |
| Ahn Seo-yeon                               | Seoyeon                          | 26 tháng 3, 2005 (18 tuổi)  | Hàn Quốc           | A2Z Entertainment         |
| Trinity Shye-Anne Brown                    | Shye                             | 2 tháng 8, 2002 (21 tuổi)   | Singapore          | Tri-7 Management          |
| Tăng Tuyết Dao (Zeng Xueyao 曾雪瑤)        | Tăng Tuyết Dao                   | 8 tháng 1, 2001 (23 tuổi)   | Trung Quốc         | Lize Media                |
| Tegan Inoue                                | Tegan                            | 20 tháng 5, 2003 (20 tuổi)  | Hoa Kỳ             | Avex                      |
| Pavichaya Sornchai                         | TK                               | 12 tháng 7, 2007 (16 tuổi)  | Thái Lan           | RK Entertainment          |
| Preechaya Sornchai                         | TN                               | 30 tháng 4, 2009 (14 tuổi)  | Thái Lan           | RK Entertainment          |
| Trương Hương Di (Zhang Xiangyi 张香怡)     | Truơng Huơng Di                  | 15 tháng 1, 2008 (16 tuổi)  | Trung Quốc         | Top Class Entertainment   |
| Tư Đan Mạn Thấu (Sidan Mamcù 斯丹曼簇)     | Tư Đan Mạn Thấu                  | 24 tháng 11, 1999 (24 tuổi) | Trung Quốc         | The Voice Of Dream        |
| Viên Kha (Yuan Ke 袁珂)                    | Viên Kha                         | 8 tháng 4, 2003 (20 tuổi)   | Trung Quốc         | T.H Entertainment         |
| Kavita Ruengrawee                          | Vita                             | 21 tháng 11, 2007 (16 tuổi) | Thái Lan           | World Star Academy        |
| Vương Kha (Wang Ke 王珂)                   | Vuơng Kha                        | 5 tháng 11, 2000 (23 tuổi)  | Trung Quốc         | AIM                       |
| Vương Nhất Băng (Wang Yibing 王一冰)       | Vuơng Nhất Băng                  | 21 tháng 8, 2006 (17 tuổi)  | Trung Quốc         | Entaeus                   |
| Vương Thịnh Hi (Wang Shengxi 王晟希)       | Vuơng Thịnh Hi                   | 4 tháng 6, 2007 (16 tuổi)   | Trung Quốc         | Top Class Entertainment   |
| Papitchaya Ekyotsuporn                     | Yean                             | 28 tháng 10, 2003 (20 tuổi) | Thái Lan           | KS GANG                   |
| Gu Ye-ham                                  | Yeham                            | 7 tháng 10, 2005 (18 tuổi)  | Hàn Quốc           | A2Z Entertainment         |
| Yui Ikenaga                                | Yui                              | 26 tháng 8, 2008 (15 tuổi)  | Nhật Bản           | Avex                      |
| Zoiya Ereninovicka                         | Zoi                              | 11 tháng 7, 2002 (21 tuổi)  | Ấn Độ              | Fizzaart                  |

## Phát sóng
Tập đầu tiên của chương trình được phát sóng vào ngày 3 tháng 2 năm 2024. Các tập phát sóng của Sáng tạo doanh châu Á được công chiếu vào lúc 21:30 thứ bảy hàng tuần trên trên kênh One 31. Phiên bản mở rộng uncut của mỗi tập được phát hành cùng ngày vào lúc 22:00 trên Tencent Video và WeTV (tập uncut đầu tiên phát sóng vào lúc 22:45), với phụ đề có sẵn bằng nhiều ngôn ngữ. Ngoài ra, chương trình còn được phát sóng đồng thời trên AbemaTV tại Nhật Bản, RTV tại Indonesia, VieON tại Việt Nam và J2 tại Hồng Kông và Ma Cao.
Đêm chung kết của Sáng tạo doanh châu Á 2024 được phát sóng trực tiếp vào lúc 20:30 ngày 6 tháng 4 năm 2024 trên Tencent Video, WeTV và One 31.

## Nội dung chương trình

### Vòng thử giọng (Grand Audition Round)
Các thực tập sinh tự lập nhóm để trình diễn cùng nhau hoặc có thể trình diễn đơn lẻ. Sau khi màn biểu diễn kết thúc, ban cố vấn có quyền chỉ định một số thành viên trong nhóm trình diễn một tiết mục cá nhân để có thêm cơ sở cho việc đánh giá. Từng cá nhân sẽ được bình chọn bởi 69 thí sinh khác và 5 cố vấn; thành viên có số lượt bình chọn cao nhất trong mỗi nhóm sẽ trở thành người xuất sắc nhất (MVP) của nhóm đó. Cũng trong phần đầu của vòng thử giọng, các cố vấn đã tiết lộ sẽ có 9 thí sinh được ra mắt trong nhóm nhạc cuối cùng.
| Tiết mục đặc biệt           | Tiết mục đặc biệt | Tiết mục đặc biệt | Tiết mục đặc biệt                                                        |
| #                           | Bài hát biểu diễn (Tác giả) | Bài hát biểu diễn (Tác giả) | Biểu diễn                                                                |
| --------------------------- | --- | --- | ------------------------------------------------------------------------ |
| 1                           | "Black Tie" (Jeff Satur) | "Black Tie" (Jeff Satur) | Jeff Satur                                                               |
| 2                           | "Cake" (BM) | "Cake" (BM) | Mike Angelo                                                              |
| 3                           | "All About That Day" (Nene) | "All About That Day" (Nene) | Nene                                                                     |
| 4                           | "On My Youth" (English ver. & Performance ver.) (Peter Wallevik, Daniel Davidsen, Mich Hansen, Janée "Jin Jin" Bennett, Bobil Lewis, Wayne Hector, Teshaun Armstrong, Rick Bridges) | "On My Youth" (English ver. & Performance ver.) (Peter Wallevik, Daniel Davidsen, Mich Hansen, Janée "Jin Jin" Bennett, Bobil Lewis, Wayne Hector, Teshaun Armstrong, Rick Bridges) | Ten                                                                      |
| 5                           | "Cheetah" (Jacob Ray, Victoria Zaro, Maxwell George Schneider, Jackson Wang, Dillon Lane)                                                                                           | "Cheetah" (Jacob Ray, Victoria Zaro, Maxwell George Schneider, Jackson Wang, Dillon Lane)                                                                                           | Vưong Gia Nhĩ                                                            |
| 6                           | "Chuang To-Gather, Go!" (Chuang 2021 Theme Song) (Alyssa Ayaka Ichinise, SQVARE, Sean Michael Alexander @NUMBER K, Ono Fuku)                                                        | "Chuang To-Gather, Go!" (Chuang 2021 Theme Song) (Alyssa Ayaka Ichinise, SQVARE, Sean Michael Alexander @NUMBER K, Ono Fuku)                                                        | Vưong Gia Nhĩ, Jeff Satur, Mike Angelo, Nene, Ten                        |
| Các phần trình diễn         | | |                                                                          |
| #                           | Bài hát biểu diễn (Tác giả) | Thành viên | Phần trình diễn đặc biệt                                                 |
| Tập 1 (3 tháng 2 năm 2024)  | | |                                                                          |
| 1                           | "Hermionong" (Achariya Dulyapaiboon) | Acare |                                                                          |
| 1                           | "Hermionong" (Achariya Dulyapaiboon) | Preemy |                                                                          |
| 1                           | "Hermionong" (Achariya Dulyapaiboon) | R-Jing | "รักแรก (First Love)" (OST My Precious) (Achariya Dulyapaiboon)           |
| 1                           | "Hermionong" (Achariya Dulyapaiboon) | Krista Shim | "Play The Guitar For Me" (Krista Shim)                                   |
| 2                           | "Ploi Joy" (Tunwa Ketsuwan (HYE), Senji) | Chacha |                                                                          |
| 2                           | "Ploi Joy" (Tunwa Ketsuwan (HYE), Senji) | Lissa |                                                                          |
| 3                           | "Thatthong Sound" (Youngohm) | TK |                                                                          |
| 3                           | "Thatthong Sound" (Youngohm) | TN |                                                                          |
| 4                           | "Mirror Mirror" (F HERO, Milli, Changbin, Autta, OG BOBBY) | J Jazzsper |                                                                          |
| 5                           | "วัดปะหล่ะ? (Test Me)" (URBOYTJ, Prateep Siri-Issranan) | Didi | Múa                                                                      |
| 5                           | "วัดปะหล่ะ? (Test Me)" (URBOYTJ, Prateep Siri-Issranan) | Elyn | "Lovely In Bangkok" (Elyn Leong)                                         |
| 5                           | "วัดปะหล่ะ? (Test Me)" (URBOYTJ, Prateep Siri-Issranan) | Aun Aun |                                                                          |
| 5                           | "วัดปะหล่ะ? (Test Me)" (URBOYTJ, Prateep Siri-Issranan) | Ray |                                                                          |
| 5                           | "วัดปะหล่ะ? (Test Me)" (URBOYTJ, Prateep Siri-Issranan) | Jasmine |                                                                          |
| 6                           | "Strawberry Ice Cream" (Jon Spencer) | Emma | "Awake" (DEEJAYB)                                                        |
| 6                           | "Strawberry Ice Cream" (Jon Spencer) | Kittie |                                                                          |
| 6                           | "Strawberry Ice Cream" (Jon Spencer) | Kiều Hâm Manh |                                                                          |
| 6                           | "Strawberry Ice Cream" (Jon Spencer) | Vương Nhất Băng |                                                                          |
| 7                           | "Girls On Fire" (sukiki, Hu Zhengxi) | Vương Thịnh Hi |                                                                          |
| 7                           | "Girls On Fire" (sukiki, Hu Zhengxi) | Trương Hương Di |                                                                          |
| 7                           | "Girls On Fire" (sukiki, Hu Zhengxi) | Mao Tú Đình | "First" (XloudMusic)                                                     |
| 7                           | "Girls On Fire" (sukiki, Hu Zhengxi) | Mao Tú Linh | "First" (XloudMusic)                                                     |
| 8                           | "Barbie World" (Onika Maraj, Naija Gaston, Ephrem Louis Lopez Jr. Soren Rasted, Johnny Pedersen, Norreen Claus Karsten Dahlgaard, Rene Dif, Lene Nystroem)                          | Panda |                                                                          |
| 8                           | "Barbie World" (Onika Maraj, Naija Gaston, Ephrem Louis Lopez Jr. Soren Rasted, Johnny Pedersen, Norreen Claus Karsten Dahlgaard, Rene Dif, Lene Nystroem)                          | Pream | "Complicated" (Henrik Moreborg and Elsa Carmona for The Kennel AB)       |
| 8                           | "Barbie World" (Onika Maraj, Naija Gaston, Ephrem Louis Lopez Jr. Soren Rasted, Johnny Pedersen, Norreen Claus Karsten Dahlgaard, Rene Dif, Lene Nystroem)                          | Kanompang |                                                                          |
| 8                           | "Barbie World" (Onika Maraj, Naija Gaston, Ephrem Louis Lopez Jr. Soren Rasted, Johnny Pedersen, Norreen Claus Karsten Dahlgaard, Rene Dif, Lene Nystroem)                          | Vita |                                                                          |
| 8                           | "Barbie World" (Onika Maraj, Naija Gaston, Ephrem Louis Lopez Jr. Soren Rasted, Johnny Pedersen, Norreen Claus Karsten Dahlgaard, Rene Dif, Lene Nystroem)                          | Yean | "Something's Got A Hold On Me" (Etta James, Leroy Kirkland, Pearl Woods) |
| 9                           | "Officially Missing You" (Seven Marcus Aureliu) | Kaylen | "Havana" (okaerio)                                                       |
| 9                           | "Officially Missing You" (Seven Marcus Aureliu) | Tegan | "Ánh trăng nói hộ lòng tôi" (Ông Thanh Khê, Tôn Nghi)                    |
| 10                          | "Left Right" (Chancellor, JAKOPS, Purple, Knave) | Akina |                                                                          |
| 10                          | "Left Right" (Chancellor, JAKOPS, Purple, Knave) | Coco |                                                                          |
| 10                          | "Left Right" (Chancellor, JAKOPS, Purple, Knave) | Rei | Rap                                                                      |
| 10                          | "Left Right" (Chancellor, JAKOPS, Purple, Knave) | Yinka |                                                                          |
| 10                          | "Left Right" (Chancellor, JAKOPS, Purple, Knave) | Yui |                                                                          |
| 11                          | "Blow My Mind" (Worachet Thanupongcharat) | Ilene |                                                                          |
| 11                          | "Blow My Mind" (Worachet Thanupongcharat) | Mingming |                                                                          |
| 11                          | "Blow My Mind" (Worachet Thanupongcharat) | Pangjang |                                                                          |
| 11                          | "Blow My Mind" (Worachet Thanupongcharat) | Praew |                                                                          |
| 11                          | "Blow My Mind" (Worachet Thanupongcharat) | Grace |                                                                          |
| 12                          | "Tomboy" (Jeon Soyeon, Pop Time, Jenci) | Lục Vũ Đình |                                                                          |
| 13                          | "Heartbeat" (Ally, Cool Cat, Tytan) | Rose |                                                                          |
| 14                          | "Princess+ITIM" (Shye-Anne Brown) | Shye |                                                                          |
| 15                          | "Golden Hour" (Jake Lawson, Zac Lawson) | Tư Đan Mạn Thấu |                                                                          |
| Tập 2 (10 tháng 2 năm 2024) | | |                                                                          |
| 16                          | "Jackpot" (Cocobunny) | Chaba |                                                                          |
| 16                          | "Jackpot" (Cocobunny) | Vương Kha | "Can't Nobody" (7KEYMUSIC)                                               |
| 16                          | "Jackpot" (Cocobunny) | Zoi | "Mayya Mayya" (AR Rahman)                                                |
| 16                          | "Jackpot" (Cocobunny) | Ruan |                                                                          |
| 16                          | "Jackpot" (Cocobunny) | Devi |                                                                          |
| 16                          | "Jackpot" (Cocobunny) | Caith |                                                                          |
| 17                          | "กีดกัน (Skyline)" (OST I Told Sunset About You) (Puntapol Prasarnrajkit, Thitiwat Rongthong)                                                                                         | Pimmie |                                                                          |
| 17                          | "กีดกัน (Skyline)" (OST I Told Sunset About You) (Puntapol Prasarnrajkit, Thitiwat Rongthong)                                                                                         | Phingphing |                                                                          |
| 17                          | "กีดกัน (Skyline)" (OST I Told Sunset About You) (Puntapol Prasarnrajkit, Thitiwat Rongthong)                                                                                         | Jaoying |                                                                          |
| 17                          | "กีดกัน (Skyline)" (OST I Told Sunset About You) (Puntapol Prasarnrajkit, Thitiwat Rongthong)                                                                                         | Mã Lệ Á |                                                                          |
| 18                          | "Finding You" (Chiêm Dật Quân, Hồ Thần) | Điền Hiên Ninh |                                                                          |
| 18                          | "Finding You" (Chiêm Dật Quân, Hồ Thần) | Tăng Tuyết Dao | "Heartbeat" (Ally, Cool Cat, Tytan)                                      |
| 18                          | "Finding You" (Chiêm Dật Quân, Hồ Thần) | Viên Kha | "My Prettiness" (Li Momogu, Tần Tư Phong)                                |
| 18                          | "Finding You" (Chiêm Dật Quân, Hồ Thần) | Hoàn Nhan Gia Di |                                                                          |
| 19                          | "Got It" (Gongol, Samantha Lee) | Ninnint |                                                                          |
| 19                          | "Got It" (Gongol, Samantha Lee) | Pailiu |                                                                          |
| 19                          | "Got It" (Gongol, Samantha Lee) | Jessica |                                                                          |
| 19                          | "Got It" (Gongol, Samantha Lee) | P.amp |                                                                          |
| 20                          | "Pop? Pop!" (Kim Jin-Hwan) | Duna |                                                                          |
| 20                          | "Pop? Pop!" (Kim Jin-Hwan) | Geumhee |                                                                          |
| 20                          | "Pop? Pop!" (Kim Jin-Hwan) | Seoyeon |                                                                          |
| 20                          | "Pop? Pop!" (Kim Jin-Hwan) | Yeham |                                                                          |
| 21                          | "Bad Guy" (Billie Eilish, Finneas O'Connell) | Kiều Nhất Ngư | Nhảy                                                                     |
| 21                          | "Bad Guy" (Billie Eilish, Finneas O'Connell) | Liliana Li | "I Surrender" (Louis Biancaniello (SMP), Samuel Watters)                 |
| 21                          | "Bad Guy" (Billie Eilish, Finneas O'Connell) | Natty |                                                                          |
| 21                          | "Bad Guy" (Billie Eilish, Finneas O'Connell) | Ánh Sáng |                                                                          |

#### Vé đi thẳng
Sau khi kết thúc 15 phần trình diễn đầu tiên, các thí sinh trong top 9 được bình chọn nhiều nhất là (xếp theo thứ tự lượt bình chọn): Yean, Kaylen, J Jazzsper, Pream, Coco, Tegan, Krista Shim, Praew và Emma. Lúc này, các cố vấn công bố một luật mới gọi là "vé đi thẳng" (Big Vote); theo đó từng người trong ban cố vấn sẽ chọn những thực tập sinh mà họ thích nhưng không lọt vào Top 9 để thách đấu với những người trong Top 9, và họ có thể thay thế vị trí của người đó nếu chiến thắng trong phần đối đầu. Chỉ có các thực tập sinh được bình chọn cho người chiến thắng trong mỗi cặp đấu.
Với phần hát đối kháng, các thực tập sinh có thể chọn trình diễn một bài đã được biểu diễn trước đó từ bất cứ nhóm hoặc cá nhân nào và có thời gian 1 tiếng để tập luyện. Tư Đan Mạn Thấu là người thách đấu duy nhất giành chiến thắng trước Top 9 trong phần đối kháng này, thay thế vị trí của Krista Shim (Yean đã được ban cố vấn quyết định giữ lại ở Top 9). 
| Vé đi thẳng (Big Vote)                      | Vé đi thẳng (Big Vote)                                                   | Vé đi thẳng (Big Vote)                      |
| Nhảy đối kháng – Tập 1 (3 tháng 2 năm 2024) | Nhảy đối kháng – Tập 1 (3 tháng 2 năm 2024)                              | Nhảy đối kháng – Tập 1 (3 tháng 2 năm 2024) |
| #                                           | Top 9                                                                    | Người thách đấu                             |
| ------------------------------------------- | ------------------------------------------------------------------------ | ------------------------------------------- |
| 1                                           | Emma                                                                     | Yui                                         |
| 2                                           | Pream                                                                    | Panda                                       |
| 3                                           | Coco                                                                     | Kanompang                                   |
| Hát đối kháng – Tập 2 (10 tháng 2 năm 2024) |                                                                          |                                             |
| #                                           | Bài hát biểu diễn (Tác giả)                                              | Trình diễn                                  |
| 1                                           | "Golden Hour" (Jake Lawson, Zac Lawson)                                  | Yean                                        |
| 2                                           | "Golden Hour" (Jake Lawson, Zac Lawson)                                  | Krista Shim                                 |
| 3                                           | "Something's Got A Hold On Me" (Etta James, Leroy Kirkland, Pearl Woods) | Tư Đan Mạn Thấu                             |

#### Đối kháng của Top 10
Kết thúc tất cả các phần trình diễn, ban cố vấn công bố Top 9 mới dựa trên số phiếu bầu. Những người chiến thắng từ phần đối kháng giữ nguyên vị trí trong Top 9 (Yean, Pream, Coco, Emma và Tư Đan Mạn Thấu), còn lại chỉ có Kaylen và J Jazzsper ở lại Top 9, cùng với hai thành viên mới Liliana Li và Mã Lệ Á. Tegan, người xếp thứ 10, được quyền thách đấu với một trong bốn thí sinh có thứ hạng thấp nhất trong Top 9 để có cơ hội thay thế vị trí của họ, và cô đã chọn Kaylen cho phần đối đầu.
| Hát đối kháng Top 10 – Tập 2 (10 tháng 2 năm 2024)                      | Hát đối kháng Top 10 – Tập 2 (10 tháng 2 năm 2024) | Hát đối kháng Top 10 – Tập 2 (10 tháng 2 năm 2024) | Hát đối kháng Top 10 – Tập 2 (10 tháng 2 năm 2024) |
| Bài hát biểu diễn (Tác giả)                                             | Trình diễn                                         | Trình diễn                                         | Kết quả                                            |
| ----------------------------------------------------------------------- | -------------------------------------------------- | -------------------------------------------------- | -------------------------------------------------- |
| "Umbrella" (Christopher Stewart, Terius Nash, Kuk Harell, Shawn Carter) | Top 10                                             | Tegan                                              | THẮNG                                              |
| "Don't Know Why" (Jesse Harris)                                         | Top 9                                              | Kaylen                                             | THUA                                               |

### Nhiệm vụ Bài hát chủ đề
Sau khi vòng thử giọng kết thúc, các thực tập sinh được phân lớp theo số phiếu bầu mà họ nhận được. Lớp A bao gồm các thực tập sinh nằm trong Top 9, lớp B bao gồm các thực tập sinh xếp hạng 10 đến 39 và lớp F là phần còn lại. Tất cả họ có ba ngày để học bài hát chủ đề, và ban cố vấn sẽ đánh giá qua video theo từng nhóm năm người để xét xem họ được thăng hạng hay giáng hạng.
Tiếp theo, các ứng cử viên cho vị trí trung tâm của "Summer Dream" được công bố, với top 3 do các thực tập sinh bầu chọn (Yean, Pream và Ruan), và năm người do cố vấn bầu chọn (Mingming, Emma, Coco, Kiều Nhất Ngư và Kanompang). Ứng cử viên cuối cùng được xác định thông qua bốc thăm của cố vấn, với Kittie là người được chọn. Tất cả các ứng viên sau đó sẽ biểu diễn bài hát chủ đề cùng một lúc và các thí sinh sẽ bình chọn cho người mà họ muốn ở vị trí trung tâm. Ruan được công bố là nguòi đứng ở vị trí trung tâm trong buổi tổng duyệt cho Amazing Thailand Countdown 2024 tại Iconsiam. Phần trình diễn của họ tại sự kiện được ghi lại và phát sóng trong tập thứ hai.
| Phân lớp – Tập 2 (10 tháng 2 năm 2024) | Phân lớp – Tập 2 (10 tháng 2 năm 2024) | Phân lớp – Tập 2 (10 tháng 2 năm 2024) | Phân lớp – Tập 2 (10 tháng 2 năm 2024) | Phân lớp – Tập 2 (10 tháng 2 năm 2024) | Phân lớp – Tập 2 (10 tháng 2 năm 2024) | Phân lớp – Tập 2 (10 tháng 2 năm 2024) | Phân lớp – Tập 2 (10 tháng 2 năm 2024) | Phân lớp – Tập 2 (10 tháng 2 năm 2024) | Phân lớp – Tập 2 (10 tháng 2 năm 2024) | Phân lớp – Tập 2 (10 tháng 2 năm 2024) | Phân lớp – Tập 2 (10 tháng 2 năm 2024) |
| #                                      | Thí sinh                               | BĐ                                     | TS                                     | #                                      | Thí sinh                               | BĐ                                     | TS                                     | #                                      | Thí sinh                               | BĐ                                     | TS                                     |
| -------------------------------------- | -------------------------------------- | -------------------------------------- | -------------------------------------- | -------------------------------------- | -------------------------------------- | -------------------------------------- | -------------------------------------- | -------------------------------------- | -------------------------------------- | -------------------------------------- | -------------------------------------- |
| 1                                      | Yean                                   | A                                      | A                                      | 25                                     | Vita                                   | B                                      | B                                      | 48                                     | Caith                                  | F                                      | B                                      |
| 2                                      | Coco                                   | A                                      | A                                      | 26                                     | Kiều Nhất Ngư                          | B                                      | A                                      | 49                                     | Mingming                               | F                                      | A                                      |
| 3                                      | Pream                                  | A                                      | B                                      | 27                                     | Vương Nhất Băng                        | B                                      | F                                      | 50                                     | Phingphing                             | F                                      | F                                      |
| 4                                      | Tư Đan Mạn Thấu                        | A                                      | F                                      | 28                                     | Elyn                                   | B                                      | B                                      | 51                                     | Kittie                                 | F                                      | F                                      |
| 5                                      | Emma                                   | A                                      | A                                      | 29                                     | Panda                                  | B                                      | B                                      | 52                                     | Hoàn Nhan Gia Di                       | F                                      | F                                      |
| 6                                      | J Jazzsper                             | A                                      | B                                      | 30                                     | Rose                                   | B                                      | B                                      | 53                                     | Pailiu                                 | F                                      | F                                      |
| 7                                      | Liliana Li                             | A                                      | A                                      | 31                                     | Ilene                                  | B                                      | B                                      | 54                                     | Jessica                                | F                                      | F                                      |
| 8                                      | Mã Lệ Á                                | A                                      | A                                      | 32                                     | Vương Kha                              | B                                      | A                                      | 55                                     | Rinka                                  | F                                      | B                                      |
| 9                                      | Tegan                                  | A                                      | F                                      | 33                                     | Akina                                  | B                                      | B                                      | 56                                     | Grace                                  | F                                      | F                                      |
| 10                                     | Kaylen                                 | B                                      | B                                      | 34                                     | TN                                     | B                                      | B                                      | 57                                     | Ray                                    | F                                      | F                                      |
| 11                                     | Krista Shim                            | B                                      | F                                      | 35                                     | Pangjang                               | B                                      | B                                      | 58                                     | Kiều Hâm Manh                          | F                                      | B                                      |
| 12                                     | Điền Hiên Ninh                         | B                                      | F                                      | 36                                     | R-Jing                                 | B                                      | B                                      | 59                                     | Duna                                   | F                                      | B                                      |
| 13                                     | Praew                                  | B                                      | B                                      | 37                                     | Natty                                  | B                                      | F                                      | 60                                     | Seoyeon                                | F                                      | B                                      |
| 14                                     | Lissa                                  | B                                      | B                                      | 38                                     | P.amp                                  | B                                      | F                                      | 61                                     | Viên Kha                               | F                                      | F                                      |
| 15                                     | Kanompang                              | B                                      | A                                      | 39                                     | TK                                     | B                                      | F                                      | 62                                     | Ánh Sáng                               | F                                      | B                                      |
| 16                                     | Chacha                                 | B                                      | B                                      | 40                                     | Didi                                   | F                                      | B                                      | 63                                     | Devi                                   | F                                      | F                                      |
| 17                                     | Chaba                                  | B                                      | B                                      | 41                                     | Tăng Tuyết Dao                         | F                                      | F                                      | 64                                     | Ninnint                                | F                                      | B                                      |
| 18                                     | Yui                                    | B                                      | F                                      | 42                                     | Jaoying                                | F                                      | F                                      | 65                                     | Preemy                                 | F                                      | F                                      |
| 19                                     | Ruan                                   | B                                      | B                                      | 43                                     | Vương Thịnh Hi                         | F                                      | B                                      | 66                                     | Lục Vũ Đình                            | F                                      | F                                      |
| 20                                     | Zoi                                    | B                                      | B                                      | 44                                     | Trương Hương Di                        | F                                      | F                                      | 67                                     | Shye                                   | F                                      | B                                      |
| 21                                     | Rei                                    | B                                      | A                                      | 45                                     | Jasmine                                | F                                      | F                                      | 68                                     | Pimmie                                 | F                                      | F                                      |
| 22                                     | Mao Tú Linh                            | B                                      | B                                      | 46                                     | Acare                                  | F                                      | F                                      | 69                                     | Aun Aun                                | F                                      | F                                      |
| 23                                     | Geumhee                                | B                                      | B                                      | 47                                     | Yeham                                  | F                                      | B                                      | 70                                     | Chung Tư Dương                         | F                                      | F                                      |
| 24                                     | Mao Tú Đình                            | B                                      | A                                      |                                        |                                        |                                        |                                        |                                        |                                        |                                        |                                        |

### Vòng công diễn 1: Đối kháng theo nhóm
Trước khi bước vào vòng công diễn 1, vòng chọn đội được tổ chức. Các thí sinh được chia thành 10 nhóm, tên của nhóm tương ứng với tên bài hát mà nhóm đó trình diễn. Các bài hát của nhóm bảy người có "Booty Bomb" của 4Eve, "I'll Do It How You Like It" của PP Krit, "Pieces of Love" của TWICE, "One More Last Time" của Henry Young ft Ashley Alisha, "Time Travel" (nhạc phim Love Destiny 2) của Violette Wautier, "Kick Back" của WayV, "Hard" của Shinee, "Play With Me" của GoyNattyDream ft UrBoyTJ, và "I Like You" của Ptrp Studio; trong khi "7 Rings" của Ariana Grande dành cho nhóm sáu người.
Dựa trên đánh giá từ bài hát chủ đề, các thí sinh lần lượt chọn bài hát theo xếp hạng từ cao đến thấp, bắt đầu từ người được chọn ở vị trí trung tâm của ca khúc chủ đề. Nếu có nhiều hơn một thí sinh đồng hạng cùng chọn vị trí cuối cùng trong một bài hát, họ sẽ phải thực hiện một thử thách đặc biệt để quyết định người sẽ được chọn vào vị trí đó, người thua sẽ phải chọn bài hát khác.
Đối với vòng công diễn này, các cố vấn sẽ chia thành hai đội, Nene và Ten thành một đội (TenNe) và Mike cùng Jeff thành một đội (JeffMike), những người sẽ ủng hộ các nhóm mà họ chọn. Có tất cả năm vòng tương ứng với năm cặp đấu và khán giả sẽ bình chọn cho những thực tập sinh mà họ yêu thích; người nhận được nhiều phiếu bầu nhất sẽ là MVP của nhóm. Nhóm có tổng số lượt bình chọn cao hơn sẽ giành chiến thắng trong cặp đấu và mang về cho đội cố vấn của họ 1 điểm. Kết thúc cả năm vòng, đội cố vấn nào có số điểm thấp hơn sẽ phải nhận một hình phạt là nhảy bài hát chủ đề của chương trình và đăng lên mạng xã hội.
Việc phân chia các cặp đấu được tiến hành theo thể thức bốc chọn ngẫu nhiên: các nhóm sẽ chọn một trong mười chiếc hộp được chuẩn bị sẵn, trong đó có chứa những chiếc chong chóng với màu sắc khác nhau. Hai nhóm bốc được những chiếc chong chóng cùng màu sẽ đấu với nhau.
| Tập 3 – Vòng công diễn thứ nhất (17 tháng 2 năm 2024) | Tập 3 – Vòng công diễn thứ nhất (17 tháng 2 năm 2024) | Tập 3 – Vòng công diễn thứ nhất (17 tháng 2 năm 2024)                                                    | Tập 3 – Vòng công diễn thứ nhất (17 tháng 2 năm 2024)                      | Tập 3 – Vòng công diễn thứ nhất (17 tháng 2 năm 2024)             |
| Tiết mục mở màn                                       | Tiết mục mở màn | Tiết mục mở màn                                                                                          | Tiết mục mở màn                                                            | Tiết mục mở màn                                                   |
| #                                                     | Bài hát biểu diễn (Tác giả) | Bài hát biểu diễn (Tác giả)                                                                              | Biểu diễn                                                                  | Biểu diễn                                                         |
| ----------------------------------------------------- | --- | --- | -------------------------------------------------------------------------- | ----------------------------------------------------------------- |
| ĐB                                                    | "Summer Dream" (Eng ver.) (Isaac Han, Aaron Kim, Ashe Ahn, Sarah J, QSTNMRKS, Juffie, Jaehyeong, D'tour)                                                                    | "Summer Dream" (Eng ver.) (Isaac Han, Aaron Kim, Ashe Ahn, Sarah J, QSTNMRKS, Juffie, Jaehyeong, D'tour) | Pailiu, Caith, Emma, Zoi, Elyn, Shye, Duna, Ánh Sáng, Ruan, Tegan          | Pailiu, Caith, Emma, Zoi, Elyn, Shye, Duna, Ánh Sáng, Ruan, Tegan |
| Các cặp đấu                                           | | |                                                                            |                                                                   |
| #                                                     | Đội TenNe | Đội TenNe                                                                                                | Đội JeffMIke                                                               | Đội JeffMIke                                                      |
| #                                                     | Bài hát biểu diễn (Tác giả) | Thành viên                                                                                               | Bài hát biểu diễn (Tác giả)                                                | Thành viên                                                        |
| 1                                                     | "Play With Me (เล่นกันไหม)" (URBOYTJ, Prateep Siri-Issranan) | Yean | "Pieces Of Love" (Isaac Han, EJAE, Albin Nordqvist, Walter Pok, Aaron Kim) | Kittie                                                            |
| 1                                                     | "Play With Me (เล่นกันไหม)" (URBOYTJ, Prateep Siri-Issranan) | Acare | "Pieces Of Love" (Isaac Han, EJAE, Albin Nordqvist, Walter Pok, Aaron Kim) | Ray                                                               |
| 1                                                     | "Play With Me (เล่นกันไหม)" (URBOYTJ, Prateep Siri-Issranan) | Panda | "Pieces Of Love" (Isaac Han, EJAE, Albin Nordqvist, Walter Pok, Aaron Kim) | Trương Hương Di                                                   |
| 1                                                     | "Play With Me (เล่นกันไหม)" (URBOYTJ, Prateep Siri-Issranan) | Vương Thịnh Hi                                                                                           | "Pieces Of Love" (Isaac Han, EJAE, Albin Nordqvist, Walter Pok, Aaron Kim) | Jessica                                                           |
| 1                                                     | "Play With Me (เล่นกันไหม)" (URBOYTJ, Prateep Siri-Issranan) | Seoyeon                                                                                                  | "Pieces Of Love" (Isaac Han, EJAE, Albin Nordqvist, Walter Pok, Aaron Kim) | Aun Aun                                                           |
| 1                                                     | "Play With Me (เล่นกันไหม)" (URBOYTJ, Prateep Siri-Issranan) | Caith | "Pieces Of Love" (Isaac Han, EJAE, Albin Nordqvist, Walter Pok, Aaron Kim) | Viên Kha                                                          |
| 1                                                     | "Play With Me (เล่นกันไหม)" (URBOYTJ, Prateep Siri-Issranan) | Elyn | "Pieces Of Love" (Isaac Han, EJAE, Albin Nordqvist, Walter Pok, Aaron Kim) | Lục Vũ Đình                                                       |
| 2                                                     | "7 Rings" (Ariana Grande, Victoria Monét, Tayla Parx, Njomza Vitia, Kimberly Krysiuk, Tommy Brown, Michael Foster, Charles Anderson, Richard Rodgers, Oscar Hammerstein II) | Vương Kha                                                                                                | "Hard" (Kim Yeon Jung, Kang Jae Huyn)                                      | Emma                                                              |
| 2                                                     | "7 Rings" (Ariana Grande, Victoria Monét, Tayla Parx, Njomza Vitia, Kimberly Krysiuk, Tommy Brown, Michael Foster, Charles Anderson, Richard Rodgers, Oscar Hammerstein II) | Vita | "Hard" (Kim Yeon Jung, Kang Jae Huyn)                                      | Yui                                                               |
| 2                                                     | "7 Rings" (Ariana Grande, Victoria Monét, Tayla Parx, Njomza Vitia, Kimberly Krysiuk, Tommy Brown, Michael Foster, Charles Anderson, Richard Rodgers, Oscar Hammerstein II) | Liliana Li                                                                                               | "Hard" (Kim Yeon Jung, Kang Jae Huyn)                                      | Ruan                                                              |
| 2                                                     | "7 Rings" (Ariana Grande, Victoria Monét, Tayla Parx, Njomza Vitia, Kimberly Krysiuk, Tommy Brown, Michael Foster, Charles Anderson, Richard Rodgers, Oscar Hammerstein II) | Lissa | "Hard" (Kim Yeon Jung, Kang Jae Huyn)                                      | Natty                                                             |
| 2                                                     | "7 Rings" (Ariana Grande, Victoria Monét, Tayla Parx, Njomza Vitia, Kimberly Krysiuk, Tommy Brown, Michael Foster, Charles Anderson, Richard Rodgers, Oscar Hammerstein II) | Rei | "Hard" (Kim Yeon Jung, Kang Jae Huyn)                                      | Geumhee                                                           |
| 2                                                     | "7 Rings" (Ariana Grande, Victoria Monét, Tayla Parx, Njomza Vitia, Kimberly Krysiuk, Tommy Brown, Michael Foster, Charles Anderson, Richard Rodgers, Oscar Hammerstein II) | TN | "Hard" (Kim Yeon Jung, Kang Jae Huyn)                                      | P.amp                                                             |
| 2                                                     | "7 Rings" (Ariana Grande, Victoria Monét, Tayla Parx, Njomza Vitia, Kimberly Krysiuk, Tommy Brown, Michael Foster, Charles Anderson, Richard Rodgers, Oscar Hammerstein II) | TN | "Hard" (Kim Yeon Jung, Kang Jae Huyn)                                      | Jaoying                                                           |
| 3                                                     | "Booty Bomb" (PunLUSS, Milli) | Coco | "ชอบเธออะ (I Like You)" (Sakarin)                                          | Zoi                                                               |
| 3                                                     | "Booty Bomb" (PunLUSS, Milli) | Yeham | "ชอบเธออะ (I Like You)" (Sakarin)                                          | TK                                                                |
| 3                                                     | "Booty Bomb" (PunLUSS, Milli) | Ilene | "ชอบเธออะ (I Like You)" (Sakarin)                                          | Tegan                                                             |
| 3                                                     | "Booty Bomb" (PunLUSS, Milli) | J Jazzsper                                                                                               | "ชอบเธออะ (I Like You)" (Sakarin)                                          | Preemmy                                                           |
| 3                                                     | "Booty Bomb" (PunLUSS, Milli) | Chacha                                                                                                   | "ชอบเธออะ (I Like You)" (Sakarin)                                          | Vương Nhất Băng                                                   |
| 3                                                     | "Booty Bomb" (PunLUSS, Milli) | Mao Tú Linh                                                                                              | "ชอบเธออะ (I Like You)" (Sakarin)                                          | Hoàn Nhan Gia Di                                                  |
| 3                                                     | "Booty Bomb" (PunLUSS, Milli) | Mao Tú Đình                                                                                              | "ชอบเธออะ (I Like You)" (Sakarin)                                          | Jasmine                                                           |
| 4                                                     | "Time Travel" (OST Love Destiny 2) (Banana Boat) | Mingming                                                                                                 | "One More Last Time" (Henry Young, Yoon Ashley)                            | Duna                                                              |
| 4                                                     | "Time Travel" (OST Love Destiny 2) (Banana Boat) | Pangjang                                                                                                 | "One More Last Time" (Henry Young, Yoon Ashley)                            | Didi                                                              |
| 4                                                     | "Time Travel" (OST Love Destiny 2) (Banana Boat) | Ninnint                                                                                                  | "One More Last Time" (Henry Young, Yoon Ashley)                            | Kiều Hâm Manh                                                     |
| 4                                                     | "Time Travel" (OST Love Destiny 2) (Banana Boat) | Điền Hiên Ninh                                                                                           | "One More Last Time" (Henry Young, Yoon Ashley)                            | Rinka                                                             |
| 4                                                     | "Time Travel" (OST Love Destiny 2) (Banana Boat) | Pailiu                                                                                                   | "One More Last Time" (Henry Young, Yoon Ashley)                            | Devi                                                              |
| 4                                                     | "Time Travel" (OST Love Destiny 2) (Banana Boat) | Pimmie                                                                                                   | "One More Last Time" (Henry Young, Yoon Ashley)                            | Grace                                                             |
| 4                                                     | "Time Travel" (OST Love Destiny 2) (Banana Boat) | Phingphing                                                                                               | "One More Last Time" (Henry Young, Yoon Ashley)                            | Rose                                                              |
| 5                                                     | "Kick Back" (Alawn, Yoo Young-jin, Simon Petrén, Bobii Lewis, Ebenezer Olaoluwa, Fabiyi, Magnus Klausen, Seann Bowe (Joombas), Jun Suk Choi)                                | Kiều Nhất Ngư                                                                                            | "I'll Do It How You Like It" (EarthPatravee)                               | Pream                                                             |
| 5                                                     | "Kick Back" (Alawn, Yoo Young-jin, Simon Petrén, Bobii Lewis, Ebenezer Olaoluwa, Fabiyi, Magnus Klausen, Seann Bowe (Joombas), Jun Suk Choi)                                | Kanompang                                                                                                | "I'll Do It How You Like It" (EarthPatravee)                               | R-Jing                                                            |
| 5                                                     | "Kick Back" (Alawn, Yoo Young-jin, Simon Petrén, Bobii Lewis, Ebenezer Olaoluwa, Fabiyi, Magnus Klausen, Seann Bowe (Joombas), Jun Suk Choi)                                | Praew | "I'll Do It How You Like It" (EarthPatravee)                               | Krista Shim                                                       |
| 5                                                     | "Kick Back" (Alawn, Yoo Young-jin, Simon Petrén, Bobii Lewis, Ebenezer Olaoluwa, Fabiyi, Magnus Klausen, Seann Bowe (Joombas), Jun Suk Choi)                                | Akina | "I'll Do It How You Like It" (EarthPatravee)                               | Tăng Tuyết Dao                                                    |
| 5                                                     | "Kick Back" (Alawn, Yoo Young-jin, Simon Petrén, Bobii Lewis, Ebenezer Olaoluwa, Fabiyi, Magnus Klausen, Seann Bowe (Joombas), Jun Suk Choi)                                | Shye | "I'll Do It How You Like It" (EarthPatravee)                               | Mã Lệ Á                                                           |
| 5                                                     | "Kick Back" (Alawn, Yoo Young-jin, Simon Petrén, Bobii Lewis, Ebenezer Olaoluwa, Fabiyi, Magnus Klausen, Seann Bowe (Joombas), Jun Suk Choi)                                | Ánh Sáng                                                                                                 | "I'll Do It How You Like It" (EarthPatravee)                               | Tư Đan Mạn Thấu                                                   |
| 5                                                     | "Kick Back" (Alawn, Yoo Young-jin, Simon Petrén, Bobii Lewis, Ebenezer Olaoluwa, Fabiyi, Magnus Klausen, Seann Bowe (Joombas), Jun Suk Choi)                                | Kaylen                                                                                                   | "I'll Do It How You Like It" (EarthPatravee)                               | Chaba                                                             |

### Vòng loại trừ 1
Vòng loại trừ đầu tiên diễn ra sau đêm công diễn 1, và được phát sóng trong tập 5 (2 tháng 3 năm 2024). Kết thúc vòng loại này sẽ chỉ còn 34 thí sinh có xếp hạng cao nhất giành quyền đi tiếp. Kể từ thời điểm này, Top 9 sau mỗi vòng loại trừ sẽ được xếp tự động vào lớp A. Thứ hạng của các thí sinh là kết quả của vòng bầu chọn đầu tiên, bắt đầu từ 21:30 ngày 3 tháng 2 đến 10:00 ngày 23 tháng 2 năm 2024, thông qua ứng dụng WeTV.
Sau khi công bố Top 34, các cố vấn cũng tiết lộ rằng sẽ còn có một số thí sinh khác nằm ngoài nhóm này cũng sẽ đi tiếp vào vòng sau. Dựa trên bảng xếp hạng Sao Sáng trên kênh TikTok chính thức của chương trình, năm nhóm xếp hạng cao nhất có quyền được hồi sinh một thành viên trong nhóm do thí sinh có số điểm cao nhất của nhóm đó lựa chọn. Theo đó, Liliana Li của nhóm 7 Rings đã chọn cứu Vita, Ruan của nhóm Hard đã chọn cứu Yui, Pailiu của nhóm Time Travel đã chọn cứu Ninnint, Kiều Nhất Ngư của nhóm Kick Back đã chọn cứu Ánh Sáng, và Krista của nhóm I'll Do It How You Like It đã chọn cứu R-Jing.
| 1  | Pailiu        | 15 | Emma            | 29 | Mingming    | 43 | Pream      | 57 | Ninnint          |
| 2  | Lục Vũ Đình   | 16 | Tư Đan Mạn Thấu | 30 | Duna        | 44 | Aun Aun    | 58 | Geumhee          |
| 3  | Rinka         | 17 | Vương Thịnh Hi  | 31 | Panda       | 45 | Pimmie     | 59 | Zoi              |
| 4  | Didi          | 18 | Điền Hiên Ninh  | 32 | Praew       | 46 | Grace      | 60 | Hoàn Nhan Gia Di |
| 5  | Elyn          | 19 | Chacha          | 33 | Jasmine     | 47 | Devi       | 61 | Shye             |
| 6  | Ruan          | 20 | Jaoying         | 34 | Caith       | 48 | Yui        | 62 | Preemmy          |
| 7  | Kiều Nhất Ngư | 21 | Tegan           | 35 | Mao Tú Đình | 49 | Kaylen     | 63 | TN               |
| 8  | Yean          | 22 | Vương Kha       | 36 | Rose        | 50 | Ray        | 64 | TK               |
| 9  | Krista Shim   | 23 | Tăng Tuyết Dao  | 37 | Kittie      | 51 | Seoyeon    | 65 | Mã Lệ Á          |
| 10 | Akina         | 24 | Rei             | 38 | Kanompang   | 52 | Phingphing | 66 | Jessica          |
| 11 | Liliana Li    | 25 | Mao Tú Linh     | 39 | R-Jing      | 53 | Natty      | 67 | Vita             |
| 12 | Viên Kha      | 26 | Trương Hương Di | 40 | Pangjang    | 54 | P.amp      | 68 | Vương Nhất Băng  |
| 13 | Acare         | 27 | Lissa           | 41 | Ánh Sáng    | 55 | Yeham      | 69 | Kiều Hâm Manh    |
| 14 | Coco          | 28 | Ilene           | 42 | J Jazzsper  | 56 | Chaba      | 70 | Chung Tư Dương   |

### Vòng công diễn 2: Đối kháng theo vị trí
Trước khi bước vào vòng công diễn 2, vòng chọn đội được diễn ra. Các thí sinh lần này được chia thành 8 nhóm, tên của nhóm tương ứng với tên bài hát mà nhóm đó trình diễn. Vì vòng công diễn này là vòng đánh giá dựa trên kỹ năng, thực tập sinh có quyền được lựa chọn nhóm vị trí phù hợp với bản thân. Các bài hát trong nhóm hát chính gồm có "Love Me Like You Do", "Zulu Paka Tapa Hey", "You Were Beautiful", nhóm nhảy gồm có "Ain't My Fault", "Whip It", "I Wish My Mind Would Shut Up", "Do You", và nhóm đại diện (visual) có "ZiGZaG". Ngoại trừ nhóm "Love Me Like You Do" có bốn người, tất cả các nhóm khác đều có năm thành viên.
Việc chọn nhóm của các thí sinh sẽ được tiến hành theo nguyên tắc sau:
1. 20 ngày trước ngày lập đội, các thí sinh được biết các nhóm vị trí và các bài hát của nhóm vị trí đó. Sau đó, mỗi thí sinh sẽ lựa chọn ba nhóm ứng với ba vị trí, theo thứ tự ưu tiên (1, 2, 3).
2. Tại ngày lập đội, các thí sinh sẽ được chọn nhóm dựa trên xếp hạng sau vòng loại trừ đầu tiên, và đi đến nhóm ứng với lựa chọn đầu tiên của mình. Thực tập sinh có thứ hạng cao nhất trong nhóm sẽ tự động trở thành trưởng nhóm.
3. Sau khi tất cả các thí sinh đã lựa chọn xong nhóm đầu tiên của mình, nếu có những nhóm có số lượng thành viên vượt quá số lượng quy định, trưởng nhóm có quyền chỉ định những người phải rời nhóm sao cho đủ số lượng thành viên đã định. Những người bị loại phải chuyển sang nhóm ứng với lựa chọn thứ hai của họ. Việc này sẽ lặp lại cho đến lựa chọn thứ ba của từng thí sinh.
4. Nếu sau cả ba lần lựa chọn, thí sinh vẫn không thể chọn được nhóm cho mình (do trưởng nhóm từ chối hoặc nhóm được lựa chọn đã đủ thành viên), họ sẽ phải đứng sang một bên và chờ các nhóm khác phân chia xong. Khi đó, các thí sinh sẽ được xếp vào những vị trí trống còn lại.

Ở vòng công diễn 2, các cố vấn sẽ chia thành hai đội, Mike và Nene tạo thành đội AI còn Nine và Santa tạo thành đội Desu. Từng đội cố vấn sẽ có bốn lượt lựa chọn các nhóm về đội của mình. Trước khi bắt đầu vòng đấu mới, mỗi đội cử ra một nhóm trong đội của mình để đấu với nhau. Có tất cả bốn vòng tương ứng với bốn cặp đấu và khán giả sẽ bình chọn cho những thực tập sinh mà họ yêu thích; người nhận được nhiều phiếu bầu nhất sẽ là MVP của nhóm. Nhóm có tổng số lượt bình chọn cao hơn sẽ giành chiến thắng trong cặp đấu và mang về cho đội cố vấn của họ 1 điểm. Kết thúc cả bốn vòng, nhóm có màn trình diễn xuất sắc nhất trong đêm công diễn này sẽ được cộng 10.000 điểm vào tổng số phiếu bình chọn của các thành viên trong nhóm đó. Đội cố vấn nào có số điểm thấp hơn sẽ phải nhận một hình phạt là đổi ảnh đại diện của đội chiến thắng trên mạng xã hội Weibo.
| Tập 6 – Vòng công diễn thứ hai (9 tháng 3 năm 2024) | Tập 6 – Vòng công diễn thứ hai (9 tháng 3 năm 2024)                    | Tập 6 – Vòng công diễn thứ hai (9 tháng 3 năm 2024)                    | Tập 6 – Vòng công diễn thứ hai (9 tháng 3 năm 2024)                    | Tập 6 – Vòng công diễn thứ hai (9 tháng 3 năm 2024)                                           | Tập 6 – Vòng công diễn thứ hai (9 tháng 3 năm 2024)   | Tập 6 – Vòng công diễn thứ hai (9 tháng 3 năm 2024)   |
| Tiết mục mở màn                                     | Tiết mục mở màn                                                        | Tiết mục mở màn                                                        | Tiết mục mở màn                                                        | Tiết mục mở màn                                                                               | Tiết mục mở màn                                       | Tiết mục mở màn                                       |
| #                                                   | Bài hát biểu diễn (Tác giả)                                            | Bài hát biểu diễn (Tác giả)                                            | Bài hát biểu diễn (Tác giả)                                            | Biểu diễn                                                                                     | Biểu diễn                                             | Biểu diễn                                             |
| --------------------------------------------------- | ---------------------------------------------------------------------- | ---------------------------------------------------------------------- | ---------------------------------------------------------------------- | --------------------------------------------------------------------------------------------- | ----------------------------------------------------- | ----------------------------------------------------- |
| ĐB                                                  | "No Matter What I Do" (Cool Cat, Danny Hong, Hoshua Yoh, Lee Jung Min) | "No Matter What I Do" (Cool Cat, Danny Hong, Hoshua Yoh, Lee Jung Min) | "No Matter What I Do" (Cool Cat, Danny Hong, Hoshua Yoh, Lee Jung Min) | Yean, Vương Kha, Ilene, Điền Hiên Ninh, Kiều Nhất Ngư                                         | Yean, Vương Kha, Ilene, Điền Hiên Ninh, Kiều Nhất Ngư | Yean, Vương Kha, Ilene, Điền Hiên Ninh, Kiều Nhất Ngư |
| Các cặp đấu                                         |                                                                        |                                                                        |                                                                        |                                                                                               |                                                       |                                                       |
| #                                                   | Đội AI (Nene & Mike)                                                   | Đội AI (Nene & Mike)                                                   | Đội AI (Nene & Mike)                                                   | Đội Desu (Santa & Nine)                                                                       | Đội Desu (Santa & Nine)                               | Đội Desu (Santa & Nine)                               |
| #                                                   | Bài hát biểu diễn (Tác giả)                                            | Thành viên                                                             | Số phiếu nhóm                                                          | Bài hát biểu diễn (Tác giả)                                                                   | Thành viên                                            | Số phiếu nhóm                                         |
| 1                                                   | "ฟาด (Whip It)" (Tsunari, Milli)                                       | Rei                                                                    | 461                                                                    | "Do You?" (TroyBoi, lời gốc: Rene Bendali)                                                    | Emma                                                  | 467                                                   |
| 1                                                   | "ฟาด (Whip It)" (Tsunari, Milli)                                       | Vita                                                                   | 461                                                                    | "Do You?" (TroyBoi, lời gốc: Rene Bendali)                                                    | Vương Kha                                             | 467                                                   |
| 1                                                   | "ฟาด (Whip It)" (Tsunari, Milli)                                       | Praew                                                                  | 461                                                                    | "Do You?" (TroyBoi, lời gốc: Rene Bendali)                                                    | Kiều Nhất Ngư                                         | 467                                                   |
| 1                                                   | "ฟาด (Whip It)" (Tsunari, Milli)                                       | Coco                                                                   | 461                                                                    | "Do You?" (TroyBoi, lời gốc: Rene Bendali)                                                    | Panda                                                 | 467                                                   |
| 1                                                   | "ฟาด (Whip It)" (Tsunari, Milli)                                       | Tegan                                                                  | 461                                                                    | "Do You?" (TroyBoi, lời gốc: Rene Bendali)                                                    | Ánh Sáng                                              | 467                                                   |
| 2                                                   | "Zulu Paka Tapa Hey" (themoonwillalwaysbewithme)                       | R-Jing                                                                 | 437                                                                    | "I Wish My Mind Would Shut Up" (Sabrina Toon)                                                 | Điền Hiên Ninh                                        | 434                                                   |
| 2                                                   | "Zulu Paka Tapa Hey" (themoonwillalwaysbewithme)                       | Mao Tú Linh                                                            | 437                                                                    | "I Wish My Mind Would Shut Up" (Sabrina Toon)                                                 | Trương Hương Di                                       | 434                                                   |
| 2                                                   | "Zulu Paka Tapa Hey" (themoonwillalwaysbewithme)                       | Ilene                                                                  | 437                                                                    | "I Wish My Mind Would Shut Up" (Sabrina Toon)                                                 | Ninnint                                               | 434                                                   |
| 2                                                   | "Zulu Paka Tapa Hey" (themoonwillalwaysbewithme)                       | Acare                                                                  | 437                                                                    | "I Wish My Mind Would Shut Up" (Sabrina Toon)                                                 | Lục Vũ Đình                                           | 434                                                   |
| 2                                                   | "Zulu Paka Tapa Hey" (themoonwillalwaysbewithme)                       | Jasmine                                                                | 437                                                                    | "I Wish My Mind Would Shut Up" (Sabrina Toon)                                                 | Tăng Tuyết Dao                                        | 434                                                   |
| 3                                                   | "You Were Beautiful" (Hong Ji-sang, Min Lee, Wonpil, Young K)          | Yean                                                                   | 506                                                                    | "Love Me Like You Do" (Max Martin, Savan Kotecha, Ilya Salmanzadeh, Ali Payami, Tove Nilsson) | Krista Shim                                           | 460                                                   |
| 3                                                   | "You Were Beautiful" (Hong Ji-sang, Min Lee, Wonpil, Young K)          | Jaoying                                                                | 506                                                                    | "Love Me Like You Do" (Max Martin, Savan Kotecha, Ilya Salmanzadeh, Ali Payami, Tove Nilsson) | Rinka                                                 | 460                                                   |
| 3                                                   | "You Were Beautiful" (Hong Ji-sang, Min Lee, Wonpil, Young K)          | Liliana Li                                                             | 506                                                                    | "Love Me Like You Do" (Max Martin, Savan Kotecha, Ilya Salmanzadeh, Ali Payami, Tove Nilsson) | Tư Đan Mạn Thấu                                       | 460                                                   |
| 3                                                   | "You Were Beautiful" (Hong Ji-sang, Min Lee, Wonpil, Young K)          | Mingming                                                               | 506                                                                    | "Love Me Like You Do" (Max Martin, Savan Kotecha, Ilya Salmanzadeh, Ali Payami, Tove Nilsson) | Lissa                                                 | 460                                                   |
| 3                                                   | "You Were Beautiful" (Hong Ji-sang, Min Lee, Wonpil, Young K)          | Duna                                                                   | 506                                                                    | "Love Me Like You Do" (Max Martin, Savan Kotecha, Ilya Salmanzadeh, Ali Payami, Tove Nilsson) | Lissa                                                 | 460                                                   |
| 4                                                   | "ZiGZaG" (The Toys)                                                    | Ruan                                                                   | 551                                                                    | "Ain't My Fault" (Uzoechi Emenike, Zara Larsson, Markus Sepehrmanesh)                         | Akina                                                 | 464                                                   |
| 4                                                   | "ZiGZaG" (The Toys)                                                    | Elyn                                                                   | 551                                                                    | "Ain't My Fault" (Uzoechi Emenike, Zara Larsson, Markus Sepehrmanesh)                         | Yui                                                   | 464                                                   |
| 4                                                   | "ZiGZaG" (The Toys)                                                    | Caith                                                                  | 551                                                                    | "Ain't My Fault" (Uzoechi Emenike, Zara Larsson, Markus Sepehrmanesh)                         | Didi                                                  | 464                                                   |
| 4                                                   | "ZiGZaG" (The Toys)                                                    | Viên Kha                                                               | 551                                                                    | "Ain't My Fault" (Uzoechi Emenike, Zara Larsson, Markus Sepehrmanesh)                         | Pailiu                                                | 464                                                   |
| 4                                                   | "ZiGZaG" (The Toys)                                                    | Vương Thịnh Hi                                                         | 551                                                                    | "Ain't My Fault" (Uzoechi Emenike, Zara Larsson, Markus Sepehrmanesh)                         | Chacha                                                | 464                                                   |

### Vòng loại trừ 2
Vòng loại trừ thứ hai diễn ra sau đêm công diễn 2, và được phát sóng trong tập 7 (16 tháng 3 năm 2024). Kết thúc vòng loại này sẽ chỉ còn 26 thí sinh có xếp hạng cao nhất giành quyền đi tiếp. Thứ hạng của các thí sinh là kết quả của vòng bầu chọn thứ hai, bắt đầu từ 22:00 ngày 2 tháng 3 đến 10:00 ngày 10 tháng 3 năm 2024, thông qua ứng dụng WeTV.
Ngoài 26 thí sinh đã được đi tiếp, ba thí sinh có tổng điểm cao nhất trên bảng xếp hạng Sao Sáng TikTok Live sẽ được quyền hồi sinh một trong số những người không nằm trong top 26. Theo đó, Pailiu (xếp thứ nhất trên bảng xếp hạng) đã chọn cứu Ninnint, R-Jing (xếp thứ hai) đã chọn cứu Acare. Người cuối cùng, Praew, là người duy nhất tự cứu chính mình với vị trí trong top 3.
| 1  | Kiều Nhất Ngư   | 14 | Điền Hiên Ninh | 27 | Coco            |
| 2  | Ruan            | 15 | Didi           | 28 | Praew           |
| 3  | Vương Kha       | 16 | Mingming       | 29 | Acare           |
| 4  | Elyn            | 17 | R-Jing         | 30 | Chacha          |
| 5  | Pailiu          | 18 | Tegan          | 31 | Yui             |
| 6  | Yean            | 19 | Duna           | 32 | Ánh Sáng        |
| 7  | Emma            | 20 | Rinka          | 33 | Akina           |
| 8  | Krista Shim     | 21 | Jasmine        | 34 | Rei             |
| 9  | Ilene           | 22 | Liliana Li     | 35 | Panda           |
| 10 | Lục Vũ Đình     | 23 | Caith          | 36 | Ninnint         |
| 11 | Tăng Tuyết Dao  | 24 | Jaoying        | 37 | Vita            |
| 12 | Tư Đan Mạn Thấu | 25 | Vương Thịnh Hi | 38 | Mao Tú Linh     |
| 13 | Viên Kha        | 26 | Lissa          | 39 | Trương Hương Di |

### Vòng công diễn 3: Sân khấu kết hợp
Trước khi bắt đầu vòng công diễn 3, vòng chọn đội được tiến hành. Các thí sinh được chia thành 5 nhóm, tên của nhóm tương ứng với tên bài hát mà nhóm đó trình diễn. Các nhóm sáu người gồm có "What Is Love?", "Night Ride", "Push No.5 For Cute In Input Method", "Dum Dum" và nhóm năm người có "Nightwalker".
Thứ tự lựa chọn của các thí sinh được xác định như sau:
1. Năm thí sinh có thứ hạng cao nhất của vòng loại trừ trước (từ 1-5) sẽ được chọn bài hát trước tiên, và họ sẽ tự động đảm nhận vị trí trung tâm của nhóm mà họ chọn. Vì không có thi đấu hay bình chọn để giành vị trí trung tâm, nên mỗi nhóm sẽ chỉ có một thí sinh duy nhất thuộc top 5 này.
2. Bốn thí sinh có thứ hạng cao tiếp theo (từ 6-9) sẽ được chọn bất kỳ nhóm nào mà họ muốn, không hạn chế việc các thí sinh ở chung nhóm.
3. Các thí sinh còn lại sẽ không có quyền chọn nhóm, thay vào đó người ở vị trí trung tâm của từng nhóm sẽ lần lượt lựa chọn các thành viên về với nhóm của mình cho đến khi đủ số lượng thành viên được quy định cho từng bài hát.

Đối với vòng công diễn này, Nene sẽ giữ vai trò cố vấn chính thay cho Vương Gia Nhĩ. Mỗi nhóm sẽ lần lựot trình diễn cùng một nghệ sĩ khách mời (là cố vấn hoặc cố vấn khách mời), và khán giả sẽ bình chọn cho các thực tập sinh sau khi tiết mục kết thúc (mỗi khán giả chỉ được bỏ một phiếu duy nhất cho một thí sinh duy nhất). Thí sinh nhận được nhiều phiếu bầu nhất sẽ đoạt danh hiệu xuất sắc nhất (MVP) của nhóm và được cộng 50.000 điểm vào tổng số lượt bình chọn chung cuộc của mình. Vào cuối đêm diễn, thực tập sinh được bình chọn nhiều nhất trong số tất cả các thực tập sinh là MVP của nhóm sẽ là người xuất sắc nhất (MVP of MVP) của đêm công diễn này và được cộng thêm 50.000 điểm bình chọn nữa vào tổng điểm chung cuộc.
| Tập 8 – Vòng công diễn thứ ba (23 tháng 3 năm 2024) | Tập 8 – Vòng công diễn thứ ba (23 tháng 3 năm 2024)                                                           | Tập 8 – Vòng công diễn thứ ba (23 tháng 3 năm 2024) | Tập 8 – Vòng công diễn thứ ba (23 tháng 3 năm 2024) |
| Tiết mục mở màn                                     | Tiết mục mở màn                                                                                               | Tiết mục mở màn                                     | Tiết mục mở màn                                     |
| #                                                   | Bài hát biểu diễn (Tác giả)                                                                                   | Biểu diễn                                           | Biểu diễn                                           |
| --------------------------------------------------- | --- | --------------------------------------------------- | --------------------------------------------------- |
| ĐB                                                  | "Queencard" (SOYEON, Pop Time, Daily, Likey)                                                                  | Minnie                                              | Minnie                                              |
| Các phần trình diễn                                 | |                                                     |                                                     |
| #                                                   | Bài hát biểu diễn (Tác giả)                                                                                   | Khách mời biểu diễn                                 | Thành viên                                          |
| 1                                                   | "What Is Love?" (Park Jin-young)                                                                              | Mike Angelo                                         | Kiều Nhất Ngư (C)                                   |
| 1                                                   | "What Is Love?" (Park Jin-young)                                                                              | Mike Angelo                                         | Emma                                                |
| 1                                                   | "What Is Love?" (Park Jin-young)                                                                              | Mike Angelo                                         | Didi                                                |
| 1                                                   | "What Is Love?" (Park Jin-young)                                                                              | Mike Angelo                                         | Rinka                                               |
| 1                                                   | "What Is Love?" (Park Jin-young)                                                                              | Mike Angelo                                         | Lissa                                               |
| 1                                                   | "What Is Love?" (Park Jin-young)                                                                              | Mike Angelo                                         | Jasmine                                             |
| 2                                                   | "Dum Dum" (Jeff Satur)                                                                                        | Jeff Satur                                          | Vương Kha (C)                                       |
| 2                                                   | "Dum Dum" (Jeff Satur)                                                                                        | Jeff Satur                                          | Điền Hiên Ninh                                      |
| 2                                                   | "Dum Dum" (Jeff Satur)                                                                                        | Jeff Satur                                          | Viên Kha                                            |
| 2                                                   | "Dum Dum" (Jeff Satur)                                                                                        | Jeff Satur                                          | Mingming                                            |
| 2                                                   | "Dum Dum" (Jeff Satur)                                                                                        | Jeff Satur                                          | Vương Thịnh Hi                                      |
| 2                                                   | "Dum Dum" (Jeff Satur)                                                                                        | Jeff Satur                                          | Ilene                                               |
| 3                                                   | "Push No.5 For Cute In Input Method" (Hashizume Mika)                                                         | Vương Tử Kỳ                                         | Pailiu (C)                                          |
| 3                                                   | "Push No.5 For Cute In Input Method" (Hashizume Mika)                                                         | Vương Tử Kỳ                                         | Krista Shim                                         |
| 3                                                   | "Push No.5 For Cute In Input Method" (Hashizume Mika)                                                         | Vương Tử Kỳ                                         | Tegan                                               |
| 3                                                   | "Push No.5 For Cute In Input Method" (Hashizume Mika)                                                         | Vương Tử Kỳ                                         | Tư Đan Mạn Thấu                                     |
| 3                                                   | "Push No.5 For Cute In Input Method" (Hashizume Mika)                                                         | Vương Tử Kỳ                                         | Ninnint                                             |
| 3                                                   | "Push No.5 For Cute In Input Method" (Hashizume Mika)                                                         | Vương Tử Kỳ                                         | R-Jing                                              |
| 4                                                   | "Night Ride" (KANGSOMKS, Badminxy)                                                                            | Win Metawin                                         | Elyn (C)                                            |
| 4                                                   | "Night Ride" (KANGSOMKS, Badminxy)                                                                            | Win Metawin                                         | Yean                                                |
| 4                                                   | "Night Ride" (KANGSOMKS, Badminxy)                                                                            | Win Metawin                                         | Liliana Li                                          |
| 4                                                   | "Night Ride" (KANGSOMKS, Badminxy)                                                                            | Win Metawin                                         | Duna                                                |
| 4                                                   | "Night Ride" (KANGSOMKS, Badminxy)                                                                            | Win Metawin                                         | Jaoying                                             |
| 4                                                   | "Night Ride" (KANGSOMKS, Badminxy)                                                                            | Win Metawin                                         | Acare                                               |
| 5                                                   | "Nightwalker" (Adam Seuba, Mathias Neumann, Nikolaj Andersen, Svante Furevi, Sebastian Axelsson, Hilda Denny) | Ten                                                 | Ruan (C)                                            |
| 5                                                   | "Nightwalker" (Adam Seuba, Mathias Neumann, Nikolaj Andersen, Svante Furevi, Sebastian Axelsson, Hilda Denny) | Ten                                                 | Caith                                               |
| 5                                                   | "Nightwalker" (Adam Seuba, Mathias Neumann, Nikolaj Andersen, Svante Furevi, Sebastian Axelsson, Hilda Denny) | Ten                                                 | Tăng Tuyết Dao                                      |
| 5                                                   | "Nightwalker" (Adam Seuba, Mathias Neumann, Nikolaj Andersen, Svante Furevi, Sebastian Axelsson, Hilda Denny) | Ten                                                 | Lục Vũ Đình                                         |
| 5                                                   | "Nightwalker" (Adam Seuba, Mathias Neumann, Nikolaj Andersen, Svante Furevi, Sebastian Axelsson, Hilda Denny) | Ten                                                 | Praew                                               |

### Vòng loại trừ 3
Vòng loại trừ thứ ba diễn ra sau đêm công diễn 3, và được phát sóng trong tập 9 (30 tháng 3 năm 2024). Kết thúc vòng loại này sẽ chỉ còn 17 thí sinh có xếp hạng cao nhất giành quyền đi tiếp. Thứ hạng của các thí sinh là kết quả của vòng bầu chọn thứ ba, bắt đầu từ 22:00 ngày 16 tháng 3 đến 10:00 ngày 24 tháng 3 năm 2024, thông qua ứng dụng WeTV.
Bên cạnh 17 thí sinh chính thức được đi tiếp, thí sinh có thứ hạng cao nhất trên bảng xếp hạng Sao Sáng TikTok Live sẽ được quyền hồi sinh một trong số các thí sinh có thứ hạng 18 đến 20. Pailiu là người đã đạt hạng nhất trong bảng xếp hạng Sao Sáng và đã chọn cứu R-Jing. 
| 1  | Kiều Nhất Ngư  | 11 | Krista Shim    | 21 | Jasmine         |
| 2  | Ruan           | 12 | Didi           | 22 | Caith           |
| 3  | Yean           | 13 | Praew          | 23 | Mingming        |
| 4  | Vương Kha      | 14 | Duna           | 24 | Rinka           |
| 5  | Elyn           | 15 | Điền Hiên Ninh | 25 | Vương Thịnh Hi  |
| 6  | Ilene          | 16 | Lục Vũ Đình    | 26 | Tegan           |
| 7  | Viên Kha       | 17 | Lissa          | 27 | Tư Đan Mạn Thấu |
| 8  | Pailiu         | 18 | R-Jing         | 28 | Acare           |
| 9  | Tăng Tuyết Dao | 19 | Jaoying        | 29 | Ninnint         |
| 10 | Emma           | 20 | Liliana Li     |    |                 |

### Chung kết: Đêm ra mắt
Đêm chung kết của Sáng tạo doanh châu Á 2024 diễn ra vào ngày 6 tháng 4 năm 2024 tại hội trường Pinnacle thuộc Iconsiam, Băng Cốc. Đội hình cuối cùng gồm 9 thành viên được quyết định thông qua vòng bình chọn thứ tư từ 22:00 ngày 30 tháng 3 đến 22:14 ngày 6 tháng 4 năm 2024 (trong thời gian phát sóng trực tiếp đêm chung kết), qua ứng dụng WeTV.
Trước đêm chung kết, vòng chọn đội được diễn ra. 18 thí sinh được chia thành hai nhóm 9 người, tên của nhóm tương ứng với tên bài hát mà nhóm đó trình diễn, bao gồm "Into The New World" và "Vroom Vroom". Các thí sinh lần lượt chọn bài hát theo xếp hạng của vòng loại trừ trước.
Vào ngày 3 tháng 4 năm 2024, Bam Pitipat đã được công bố là người dẫn chuơng trình của đêm chung kết và ra mắt.
Mở đầu đêm chung kết, sau phần trình diễn của tất cả 18 thí sinh, các cố vấn đã công bố những thí sinh đang xếp ở vị trí thứ 9 trên bảng xếp hạng của ứng dụng WeTV tại từng khu vực, tính đến thời điểm 19:00 ngày hôm đó. Theo đó, R-Jing xếp thứ 9 tại Nhật Bản, Yean xếp thứ 9 tại Singapore, Tăng Tuyết Dao xếp thứ 9 tại Indonesia, Âu Duơng Đệ Đệ xếp thứ 9 tại Bắc Mỹ, Điền Hiên Ninh xếp thứ 9 tại Hồng Kông (Trung Quốc), Lissa xếp thứ 9 tại Malaysia và Emma xếp thứ 9 tại Thái Lan. Các thí sinh trong đêm chung kết sẽ trình diễn hai tiết mục, một tiết mục chính với nhóm 9 người và một tiết mục đặc biệt với nhóm 6 người (Special Unit Group). Khi tiết mục chính của các thí sinh đã hoàn thành, cố vấn Vương Gia Nhĩ đã công bố danh tính của các thí sinh xếp ở các vị trí 8-11 tính đến 21:00 ngày 6 tháng 4, đó là Emma, Âu Dương Đệ Đệ, R-Jing và Ilene.
Khác với các vòng công diễn trước, vòng chung kết sẽ không có phần bình chọn của khán giả tại trường quay; tất cả bình chọn phụ thuộc hoàn toàn vào lượt bình chọn trên ứng dụng WeTV. Vào cuối đêm chung kết, Gen1es đã được công bố là tên gọi chính thức của nhóm nhạc ra mắt.
| Tập 10 – Chung kết và ra mắt (6 tháng 4 năm 2024 – Truyền hình trực tiếp)                 | Tập 10 – Chung kết và ra mắt (6 tháng 4 năm 2024 – Truyền hình trực tiếp)                                                | Tập 10 – Chung kết và ra mắt (6 tháng 4 năm 2024 – Truyền hình trực tiếp) | Tập 10 – Chung kết và ra mắt (6 tháng 4 năm 2024 – Truyền hình trực tiếp) |
| Tiết mục mở màn                                                                           | Tiết mục mở màn | Tiết mục mở màn                                                           | Tiết mục mở màn                                                           |
| #                                                                                         | Bài hát biểu diễn (Tác giả)                                                                                              | Biểu diễn                                                                 | Biểu diễn                                                                 |
| ----------------------------------------------------------------------------------------- | --- | ------------------------------------------------------------------------- | ------------------------------------------------------------------------- |
| ĐB                                                                                        | "Summer Dream" (Eng ver.) (Isaac Han, Aaron Kim, Ashe Ahn, Sarah J, QSTNMRKS, Juffie, Jaehyeong, D'tour)                 | 18 thí sinh                                                               | 18 thí sinh                                                               |
| Tiết mục đặc biệt                                                                         | |                                                                           |                                                                           |
| #                                                                                         | Bài hát biểu diễn (Tác giả)                                                                                              | Biểu diễn                                                                 | Biểu diễn                                                                 |
| 1                                                                                         | "Captain” ((chAN (TAKE A CHANCE), SQVARE, Avenue S2)) @NUMBER K)                                                         | Lưu Vũ                                                                    | Lưu Vũ                                                                    |
| 2                                                                                         | "So I Don’t Forget” (Patrick “JQue” Smith, Will Jay, Victor Thell)                                                       | Mika                                                                      | Mika                                                                      |
| 3                                                                                         | “从你望向我的那一刻 (From The Moment You Look At Me)” (Jie Ximi (Liu Jie), Zhang Cenxi)                                  | Nine                                                                      | Nine                                                                      |
| 4                                                                                         | "All To Myself" (Nene)                                                                                                   | Nene                                                                      | Nene                                                                      |
| 5                                                                                         | "ซ่อน(ไม่)หา (Ghost)" (Jeff Satur)                                                                                         | Jeff Satur                                                                | Jeff Satur                                                                |
| Các phần trình diễn chính                                                                 | |                                                                           |                                                                           |
| #                                                                                         | Bài hát biểu diễn (Tác giả)                                                                                              | Thành viên                                                                | Kết quả                                                                   |
| 1                                                                                         | "Into The New World" (Kim Jeong-bae, Kenzie)                                                                             | Ruan                                                                      | Thành công (2)                                                            |
| 1                                                                                         | "Into The New World" (Kim Jeong-bae, Kenzie)                                                                             | Yean                                                                      | Thành công (4)                                                            |
| 1                                                                                         | "Into The New World" (Kim Jeong-bae, Kenzie)                                                                             | Vương Kha                                                                 | Thành công (6)                                                            |
| 1                                                                                         | "Into The New World" (Kim Jeong-bae, Kenzie)                                                                             | Elyn                                                                      | Thành công (5)                                                            |
| 1                                                                                         | "Into The New World" (Kim Jeong-bae, Kenzie)                                                                             | Viên Kha                                                                  | Không thành công                                                          |
| 1                                                                                         | "Into The New World" (Kim Jeong-bae, Kenzie)                                                                             | Krista Shim                                                               | Không thành công                                                          |
| 1                                                                                         | "Into The New World" (Kim Jeong-bae, Kenzie)                                                                             | Didi                                                                      | Thành công (8)                                                            |
| 1                                                                                         | "Into The New World" (Kim Jeong-bae, Kenzie)                                                                             | Lissa                                                                     | Không thành công                                                          |
| 1                                                                                         | "Into The New World" (Kim Jeong-bae, Kenzie)                                                                             | R-Jing                                                                    | Không thành công                                                          |
| 2                                                                                         | "Vroom Vroom" (Prateep Siri-Issranan)                                                                                    | Kiều Nhất Ngư                                                             | Thành công (1)                                                            |
| 2                                                                                         | "Vroom Vroom" (Prateep Siri-Issranan)                                                                                    | Ilene                                                                     | Không thành công                                                          |
| 2                                                                                         | "Vroom Vroom" (Prateep Siri-Issranan)                                                                                    | Pailiu                                                                    | Thành công (3)                                                            |
| 2                                                                                         | "Vroom Vroom" (Prateep Siri-Issranan)                                                                                    | Tăng Tuyết Dao                                                            | Thành công (7)                                                            |
| 2                                                                                         | "Vroom Vroom" (Prateep Siri-Issranan)                                                                                    | Emma                                                                      | Thành công (9)                                                            |
| 2                                                                                         | "Vroom Vroom" (Prateep Siri-Issranan)                                                                                    | Praew                                                                     | Không thành công                                                          |
| 2                                                                                         | "Vroom Vroom" (Prateep Siri-Issranan)                                                                                    | Duna                                                                      | Không thành công                                                          |
| 2                                                                                         | "Vroom Vroom" (Prateep Siri-Issranan)                                                                                    | Điền Hiên Ninh                                                            | Không thành công                                                          |
| 2                                                                                         | "Vroom Vroom" (Prateep Siri-Issranan)                                                                                    | Lục Vũ Đình                                                               | Không thành công                                                          |
| Trình diễn nhóm đặc biệt                                                                  | |                                                                           |                                                                           |
| #                                                                                         | Bài hát biểu diễn (Tác giả)                                                                                              | Thành viên                                                                | Thành viên                                                                |
| 1                                                                                         | "Say Yes" (Rocoberry, Song Dong Woon (Ji Hoon), Kwon Huyk Woo (Loco))                                                    | Ruan                                                                      | Ruan                                                                      |
| 1                                                                                         | "Say Yes" (Rocoberry, Song Dong Woon (Ji Hoon), Kwon Huyk Woo (Loco))                                                    | Lục Vũ Đình                                                               |                                                                           |
| 1                                                                                         | "Say Yes" (Rocoberry, Song Dong Woon (Ji Hoon), Kwon Huyk Woo (Loco))                                                    | Viên Kha                                                                  |                                                                           |
| 1                                                                                         | "Say Yes" (Rocoberry, Song Dong Woon (Ji Hoon), Kwon Huyk Woo (Loco))                                                    | Krista Shim                                                               |                                                                           |
| 1                                                                                         | "Say Yes" (Rocoberry, Song Dong Woon (Ji Hoon), Kwon Huyk Woo (Loco))                                                    | Didi                                                                      |                                                                           |
| 1                                                                                         | "Say Yes" (Rocoberry, Song Dong Woon (Ji Hoon), Kwon Huyk Woo (Loco))                                                    | Vuơng Kha                                                                 |                                                                           |
| 2                                                                                         | "Be Mine" (Gregory Curtis, Olof Lindskog, Gavin Jones)                                                                   | Elyn                                                                      | Elyn                                                                      |
| 2                                                                                         | "Be Mine" (Gregory Curtis, Olof Lindskog, Gavin Jones)                                                                   | Điền Hiên Ninh                                                            |                                                                           |
| 2                                                                                         | "Be Mine" (Gregory Curtis, Olof Lindskog, Gavin Jones)                                                                   | Pailiu                                                                    |                                                                           |
| 2                                                                                         | "Be Mine" (Gregory Curtis, Olof Lindskog, Gavin Jones)                                                                   | Yean                                                                      |                                                                           |
| 2                                                                                         | "Be Mine" (Gregory Curtis, Olof Lindskog, Gavin Jones)                                                                   | R-Jing                                                                    |                                                                           |
| 2                                                                                         | "Be Mine" (Gregory Curtis, Olof Lindskog, Gavin Jones)                                                                   | Duna                                                                      |                                                                           |
| 3                                                                                         | "Best Friend" (Amala Zondile Dlamini, Asia Smith, Diamonte Harper, kaine, Lukasz Gottwald, Rocco Valders, Theron Thomas) | Kiều Nhất Ngư                                                             | Kiều Nhất Ngư                                                             |
| 3                                                                                         | "Best Friend" (Amala Zondile Dlamini, Asia Smith, Diamonte Harper, kaine, Lukasz Gottwald, Rocco Valders, Theron Thomas) | Emma                                                                      |                                                                           |
| 3                                                                                         | "Best Friend" (Amala Zondile Dlamini, Asia Smith, Diamonte Harper, kaine, Lukasz Gottwald, Rocco Valders, Theron Thomas) | Ilene                                                                     |                                                                           |
| 3                                                                                         | "Best Friend" (Amala Zondile Dlamini, Asia Smith, Diamonte Harper, kaine, Lukasz Gottwald, Rocco Valders, Theron Thomas) | Praew                                                                     |                                                                           |
| 3                                                                                         | "Best Friend" (Amala Zondile Dlamini, Asia Smith, Diamonte Harper, kaine, Lukasz Gottwald, Rocco Valders, Theron Thomas) | Lissa                                                                     |                                                                           |
| 3                                                                                         | "Best Friend" (Amala Zondile Dlamini, Asia Smith, Diamonte Harper, kaine, Lukasz Gottwald, Rocco Valders, Theron Thomas) | Tăng Tuyết Dao                                                            |                                                                           |
| Tiết mục khách mời                                                                        | |                                                                           |                                                                           |
| Bài hát biểu diễn (Tác giả)                                                               | Bài hát biểu diễn (Tác giả)                                                                                              | Biểu diễn                                                                 | Biểu diễn                                                                 |
| "Hey Hey" & “Mirror Mirror” (Milli, SpatChies & F.HERO; Milli, Changbin, Autta, OG BOBBY) | "Hey Hey" & “Mirror Mirror” (Milli, SpatChies & F.HERO; Milli, Changbin, Autta, OG BOBBY)                                | Milli                                                                     | Milli                                                                     |
| "Burning For You" (Ricky Luna, DABOYWAY)                                                  | "Burning For You" (Ricky Luna, DABOYWAY)                                                                                 | Kratae Rsiam                                                              | Kratae Rsiam                                                              |
| Phần trình diễn ra mắt                                                                    | |                                                                           |                                                                           |
| Bài hát biểu diễn (Tác giả)                                                               | Bài hát biểu diễn (Tác giả)                                                                                              | Biểu diễn                                                                 | Biểu diễn                                                                 |
| "Lucky Bell" (Hwang Hyun, Aejin Kwon (MonoTree), Mayu Wakisaka)                           | "Lucky Bell" (Hwang Hyun, Aejin Kwon (MonoTree), Mayu Wakisaka)                                                          | Gen1es                                                                    | Gen1es                                                                    |

## Thứ hạng

### Thứ hạng trong Top 9
Chú thích:
| # | Tập 2       | Tập 2             | Tập 3             | Tập 3               | Tập 4               | Tập 4               | Tập 5               | Tập 6                 | Tập 6                | Tập 6                | Tập 6               | Tập 7              | Tập 8              | Tập 8                | Tập 9               | Tập 10              | Tập 10             | Tập 10               |
| # | Giữa        | Cuối              | Giữa              | Cuối                | Giữa                | Cuối                | Tập 5               | Giữa tuần             | Giữa tuần            | Giữa tuần            | Cuối                | Tập 7              | Giữa               | Cuối                 | Tập 9               | Giữa tuần           | Giữa tuần          | Cuối                 |
| # | Giữa        | Cuối              | Giữa              | Cuối                | Giữa                | Cuối                | Tập 5               | 3 thg 3               | 5 thg 3              | 7 thg 3              | Cuối                | Tập 7              | Giữa               | Cuối                 | Tập 9               | 3 thg 4             | 5 thg 4            | Cuối                 |
| - | ----------- | ----------------- | ----------------- | ------------------- | ------------------- | ------------------- | ------------------- | --------------------- | -------------------- | -------------------- | ------------------- | ------------------ | ------------------ | -------------------- | ------------------- | ------------------- | ------------------ | -------------------- |
| 1 | Pailiu      | Pailiu · ()       | Elyn · (1)        | Elyn · ()           | Elyn · ()           | Elyn · ()           | Pailiu · (2)        | Kiều Nhất Ngư · (6)   | Ruan · (1)           | Kiều Nhất Ngư · (1)  | Kiều Nhất Ngư · ()  | Kiều Nhất Ngư · () | Kiều Nhất Ngư · () | Kiều Nhất Ngư · ()   | Kiều Nhất Ngư · ()  | Kiều Nhất Ngư · ()  | Kiều Nhất Ngư · () | Kiều Nhất Ngư · ()   |
| 2 | Elyn        | Elyn · ()         | Pailiu · (1)      | Pailiu · ()         | Ruan · (2)          | Lục Vũ Đình · (3)   | Lục Vũ Đình · ()    | Ruan · (4)            | Kiều Nhất Ngư · (1)  | Ruan · (1)           | Ruan · ()           | Ruan · ()          | Yean · (4)         | Ruan · (1)           | Ruan · ()           | Ruan · ()           | Pailiu · (3)       | Ruan · (1)           |
| 3 | Didi        | Didi · ()         | Krista Shim · (1) | Krista Shim · ()    | Krista Shim · ()    | Pailiu · (1)        | Rinka · (7)         | Elyn · (2)            | Vương Kha · (1)      | Yean · (1)           | Yean · ()           | Vương Kha · (2)    | Ruan · (1)         | Yean · (1)           | Yean · ()           | Yean · ()           | Ruan · (1)         | Pailiu · (1)         |
| 4 | Chacha      | Krista Shim · (1) | Didi · (1)        | Ruan · (1)          | Pailiu · (2)        | Ruan · (2)          | Didi · (4)          | Vương Kha · (18)      | Yean · (1)           | Elyn · (1)           | Elyn · ()           | Elyn · ()          | Vương Kha · (1)    | Vương Kha · ()       | Vương Kha · ()      | Emma · (6)          | Emma · ()          | Yean · (1)           |
| 5 | Krista Shim | Chacha · (1)      | Ruan · (3)        | Didi · (1)          | Lục Vũ Đình · (4)   | Krista Shim · (2)   | Elyn · (4)          | Yean · (3)            | Elyn · (2)           | Vương Kha · (2)      | Vương Kha · ()      | Pailiu · (5)       | Elyn · (1)         | Elyn · ()            | Elyn · ()           | Pailiu · (3)        | Yean · (2)         | Elyn · (1)           |
| 6 | Ruan        | Lục Vũ Đình · (-) | Yean · (3)        | Yean · ()           | Yean · ()           | Kiều Nhất Ngư · (1) | Ruan · (2)          | Emma · (9)            | Krista Shim · (1)    | Emma · (1)           | Emma · ()           | Yean · (3)         | Emma · (1)         | Ilene · (2)          | Ilene · ()          | Elyn · (1)          | Elyn ()            | Vương Kha · (1)      |
| 7 | Jaoying     | Acare · (1)       | Acare · ()        | Acare · ()          | Kiều Nhất Ngư · (1) | Yean · (1)          | Kiều Nhất Ngư · (1) | Krista Shim · (2)     | Emma · (1)           | Ilene · (3)          | Didi · (3)          | Emma · (1)         | Krista Shim · (1)  | Didi · (2)           | Viên Kha · (4)      | Krista Shim · (4)   | Vương Kha · (4)    | Tăng Tuyết Dao · (3) |
| 8 | Acare       | Ruan · (2)        | Emma · (3)        | Kiều Nhất Ngư · (2) | Didi · (3)          | Didi · ()           | Yean · (1)          | Điền Hiên Ninh · (10) | Pailiu · (8)         | Điền Hiên Ninh · (1) | Điền Hiên Ninh · () | Krista Shim · (1)  | Ilene · (1)        | Emma · (2)           | Pailiu · (8)        | Didi · (4)          | Didi · ()          | Didi · ()            |
| 9 | J Jazzsper  | Yean · (1)        | Chacha · (4)      | Lục Vũ Đình · (2)   | Emma · (1)          | Emma · ()           | Krista Shim · (4)   | Didi · (5)            | Điền Hiên Ninh · (1) | Duna · (9)           | Krista Shim · (4)   | Ilene · (3)        | Didi · (6)         | Tăng Tuyết Dao · (1) | Tăng Tuyết Dao · () | Tăng Tuyết Dao · () | Ilene · (1)        | Emma (5)             |

### Kết quả chung cuộc
Chín thực tập sinh sau đây đã nhận được nhiều bình chọn nhất từ khán giả trong đêm chung kết vào ngày 6 tháng 4 năm 2024 và chính thức ra mắt với tư cách là thành viên của nhóm nhạc Gen1es.
| # | Đội hình ra mắt chính thức | Đội hình ra mắt chính thức | Đội hình ra mắt chính thức |
| # | Tên                        | Tổng số bình chọn          | Công ty chủ quản           |
| - | -------------------------- | -------------------------- | -------------------------- |
| 1 | Kiều Nhất Ngư (C)          | 80,796,328                 | HIJOY                      |
| 2 | Ruan                       | 54,331,403                 | KISS Entertainment         |
| 3 | Pailiu                     | 50,093,565                 | Miss Grand International   |
| 4 | Yean                       | 49,983,314                 | KS Gang                    |
| 5 | Elyn                       | 49,811,093                 | Yolo Onwards Culture       |
| 6 | Vuơng Kha                  | 49,290,773                 | AIM                        |
| 7 | Tăng Tuyết Dao             | 48,166,930                 | Lize Media                 |
| 8 | Didi                       | 48,118,412                 | Dalingdao Music            |
| 9 | Emma                       | 47,756,160                 | Changchun Qiyun            |

### Thứ tự bị loại
Chú thích:
| Tên              | TG | Thứ hạng | Thứ hạng | Thứ hạng | Thứ hạng | Thứ hạng  | Thứ hạng  | Thứ hạng | Thứ hạng | Thứ hạng | Thứ hạng  | Thứ hạng  | Thứ hạng | Thứ hạng | Thứ hạng | Thứ hạng | Thứ hạng | Thứ hạng  | Thứ hạng  | Thứ hạng |
| Tên              | TG | Tập 2    | Tập 2    | Tập 3    | Tập 3    | Tập 4     | Tập 4     | Tập 4    | Tập 5    | Tập 5    | Tập 6     | Tập 6     | Tập 6    | Tập 7    | Tập 7    | Tập 8    | Tập 9    | Tập 10    | Tập 10    | Tập 10   |
| Tên              | TG | Giữa     | Cuối     | Giữa     | Cuối     | Giữa tuần | Giữa tuần | Cuối     | Tập 5    | Tập 5    | Giữa tuần | Giữa tuần | Cuối     | Tập 7    | Tập 7    | Cuối     | Tập 9    | Giữa tuần | Giữa tuần | Cuối     |
| Tên              | TG | Giữa     | Cuối     | Giữa     | Cuối     | 20 thg 2  | 3 thg 3   | Cuối     | Tập 5    | Tập 5    | 5 thg 3   | 7 thg 3   | Cuối     | Tập 7    | Tập 7    | Cuối     | Tập 9    | 3 thg 4   | 5 thg 4   | Cuối     |
| Tên              | #  | #        | #        | #        | #        | #         | #         | #        | #        | #        | #         | #         | #        | #        | #        | #        | #        |           |           | #        |
| ---------------- | -- | -------- | -------- | -------- | -------- | --------- | --------- | -------- | -------- | -------- | --------- | --------- | -------- | -------- | -------- | -------- | -------- | --------- | --------- | -------- |
| Kiều Nhất Ngư    | 26 | 15       | 20       | 10       | 8        | 7         |           | 6        | 7        | 1        | 2         | 1         | 1        | 1        | 1        | 1        | 1        | 1         | 1         | 1        |
| Ruan             | 19 | 6        | 8        | 5        | 4        | 2         |           | 4        | 6        | 2        | 1         | 2         | 2        | 2        | 3        | 2        | 2        | 2         | 3         | 2        |
| Pailiu           | 53 | 1        | 1        | 2        | 2        | 4         |           | 3        | 1        | 14       | 8         | 11        | 10       | 5        | 15       | 16       | 8        | 5         | 2         | 3        |
| Yean             | T9 | 10       | 9        | 6        | 6        | 6         |           | 7        | 8        | 5        | 4         | 3         | 3        | 6        | 2        | 3        | 3        | 3         | 5         | 4        |
| Elyn             | 28 | 2        | 2        | 1        | 1        | 1         |           | 1        | 5        | 3        | 5         | 4         | 4        | 4        | 5        | 5        | 5        | 6         | 6         | 5        |
| Vương Kha        | 32 | 19       | 22       | 18       | 16       | 12        |           | 12       | 22       | 4        | 3         | 5         | 5        | 3        | 4        | 4        | 4        | 11        | 7         | 6        |
| Tăng Tuyết Dao   | 41 |          | 28       |          | 22       | 19        |           | 16       | 23       | 11       | 11        | 12        | 11       | 11       | 10       | 9        | 9        | 9         | 10        | 7        |
| Didi             | 40 | 3        | 3        | 4        | 5        | 8         |           | 8        | 4        | 9        | 14        | 10        | 7        | 15       | 9        | 7        | 12       | 8         | 8         | 8        |
| Emma             | T9 | 11       | 11       | 8        | 10       | 9         |           | 9        | 15       | 6        | 7         | 6         | 6        | 7        | 6        | 8        | 10       | 4         | 4         | 9        |
| Ilene            | 31 | 18       | 19       | 15       | 18       | 16        |           | 18       | 28       | 10       | 10        | 7         | 12       | 9        | 8        | 6        | 6        | 10        | 9         | 10       |
| R-Jing           | 36 |          | 30       |          | 29       |           | 35        | 33       | 39       | 15       | 12        | 15        | 15       | 17       | 14       | 15       | 18       | 12        | 13        | 11       |
| Krista Shim      | 11 | 5        | 4        | 3        | 3        | 3         |           | 5        | 9        | 7        | 6         | 13        | 9        | 8        | 7        | 10       | 11       | 7         | 11        | 12       |
| Praew            | 13 |          | 12       | 14       | 17       | 17        | 21        | 21       | 32       | 17       | 19        |           | 22       | 28       | 13       | 13       | 13       | 13        | 12        | 13       |
| Duna             | 59 |          | 42       |          | 32       |           | 32        | 37       | 30       | 13       | 18        | 9         | 17       | 19       | 16       | 18       | 14       | 14        | 14        | 14       |
| Điền Hiên Ninh   | 12 |          | 41       |          | 37       |           |           | 19       | 18       | 8        | 9         | 8         | 8        | 14       | 11       | 12       | 15       | 15        | 15        | 15       |
| Viên Kha         | 61 |          | 34       |          | 28       |           | 20        | 34       | 12       | 19       | 20        | 18        | 21       | 13       | 20       | 11       | 7        | 16        | 16        | 16       |
| Lissa            | 14 | 13       | 15       |          | 26       |           | 39        | 42       | 27       |          | 25        |           | 26       | 26       | 18       | 17       | 17       | 17        | 17        | 17       |
| Lục Vũ Đình      | 66 |          | 6        | 11       | 9        | 5         |           | 2        | 2        |          | 22        |           | 18       | 10       | 28       | 25       | 16       | 18        | 18        | 18       |
| Jaoying          | 42 | 7        | 13       |          | 20       |           | 25        | 17       | 20       |          | 30        |           | 27       | 24       | 27       | 28       | 19       |           |           |          |
| Liliana Li       | T9 |          | 54       |          | 31       |           | 30        | 35       | 11       | 16       | 15        | 16        | 20       | 22       | 19       | 20       | 20       |           |           |          |
| Jasmine          | 45 |          | 21       |          | 24       |           | 31        | 36       | 33       | 18       | 17        | 17        | 16       | 21       | 12       | 14       | 21       |           |           |          |
| Caith            | 48 | 14       | 25       |          | 27       |           | 37        | 29       | 34       |          | 29        |           | 29       | 23       | 22       | 21       | 22       |           |           |          |
| Mingming         | 49 |          | 27       |          | 23       |           | 22        | 22       | 29       | 12       | 13        | 14        | 13       | 16       | 17       | 19       | 23       |           |           |          |
| Rinka            | 55 |          | 38       |          | 35       |           | 41        | 10       | 3        |          | 24        |           | 24       | 20       | 23       | 23       | 24       |           |           |          |
| Vương Thịnh Hi   | 43 |          | 48       |          | 36       |           |           | 20       | 17       |          | 23        |           | 23       | 25       | 21       | 22       | 25       |           |           |          |
| Tegan            | T9 |          | 24       | 16       | 14       | 14        |           | 14       | 21       |          | 16        | 19        | 14       | 18       | 24       | 24       | 26       |           |           |          |
| Tư Đan Mạn Thấu  | T9 | 16       | 17       | 17       | 13       | 13        |           | 11       | 16       |          | 21        |           | 19       | 12       | 26       | 26       | 27       |           |           |          |
| Acare            | 46 | 8        | 7        | 7        | 7        | 10        |           | 15       | 13       |          | 27        |           | 28       | 29       | 25       | 27       | 28       |           |           |          |
| Ninnint          | 64 |          | 62       |          | 67       |           | 62        | 62       | 57       |          | 33        |           | 35       | 36       | 29       | 29       | 29       |           |           |          |
| Coco             | T9 | 12       | 16       | 19       | 19       |           | 23        | 23       | 14       |          | 26        |           | 25       | 27       |          |          |          |           |           |          |
| Chacha           | 16 | 4        | 5        | 9        | 11       | 15        |           | 13       | 19       |          | 28        |           | 30       | 30       |          |          |          |           |           |          |
| Yui              | 18 |          | 37       |          | 42       |           | 44        | 43       | 48       |          | 35        |           | 32       | 31       |          |          |          |           |           |          |
| Ánh Sáng         | 62 |          | 49       |          | 44       |           | 48        | 48       | 41       |          | 31        |           | 31       | 32       |          |          |          |           |           |          |
| Akina            | 33 |          | 29       |          | 33       |           | 29        | 38       | 10       |          | 36        |           | 36       | 33       |          |          |          |           |           |          |
| Rei              | 21 |          | 31       |          | 41       |           | 36        | 28       | 24       |          | 34        |           | 34       | 34       |          |          |          |           |           |          |
| Panda            | 29 |          | 35       |          | 46       |           | 27        | 32       | 31       |          | 32        |           | 33       | 35       |          |          |          |           |           |          |
| Vita             | 25 |          | 60       |          | 66       |           | 69        | 68       | 67       |          | 37        |           | 37       | 37       |          |          |          |           |           |          |
| Mao Tú Linh      | 22 |          | 64       |          | 56       |           | 53        | 49       | 25       |          | 39        |           | 39       | 38       |          |          |          |           |           |          |
| Trương Hương Di  | 44 |          | 53       |          | 50       |           | 42        | 30       | 26       |          | 38        |           | 38       | 39       |          |          |          |           |           |          |
| Mao Tú Đình      | 24 |          | 66       |          | 59       |           | 56        | 45       | 35       |          |           |           |          |          |          |          |          |           |           |          |
| Rose             | 30 |          | 69       |          | 51       |           | 33        | 41       | 36       |          |           |           |          |          |          |          |          |           |           |          |
| Kittie           | 51 |          | 14       | 12       | 12       | 11        |           | 26       | 37       |          |           |           |          |          |          |          |          |           |           |          |
| Kanompang        | 15 |          | 43       |          | 47       |           | 28        | 25       | 38       |          |           |           |          |          |          |          |          |           |           |          |
| Pangjang         | 35 |          | 36       |          | 34       |           | 38        | 31       | 40       |          |           |           |          |          |          |          |          |           |           |          |
| J Jazzsper       | T9 | 9        | 10       | 13       | 15       | 18        | 24        | 24       | 42       |          |           |           |          |          |          |          |          |           |           |          |
| Pream            | T9 | 17       | 18       |          | 21       |           | 26        | 27       | 43       |          |           |           |          |          |          |          |          |           |           |          |
| Aun Aun          | 69 |          | 23       |          | 25       |           | 34        | 39       | 44       |          |           |           |          |          |          |          |          |           |           |          |
| Pimmie           | 68 |          | 26       |          | 30       |           | 40        | 40       | 45       |          |           |           |          |          |          |          |          |           |           |          |
| Grace            | 56 |          | 44       |          | 45       |           | 46        | 47       | 46       |          |           |           |          |          |          |          |          |           |           |          |
| Devi             | 63 |          | 40       |          | 38       |           | 45        | 44       | 47       |          |           |           |          |          |          |          |          |           |           |          |
| Kaylen           | 10 |          | 33       |          | 39       |           | 47        | 46       | 49       |          |           |           |          |          |          |          |          |           |           |          |
| Ray              | 57 |          | 47       |          | 58       |           | 50        | 52       | 50       |          |           |           |          |          |          |          |          |           |           |          |
| Seoyeon          | 60 |          | 57       |          | 48       |           | 51        | 53       | 51       |          |           |           |          |          |          |          |          |           |           |          |
| Phingphing       | 50 |          | 58       |          | 40       |           | 49        | 50       | 52       |          |           |           |          |          |          |          |          |           |           |          |
| Natty            | 37 |          | 63       |          | 64       |           | 52        | 51       | 53       |          |           |           |          |          |          |          |          |           |           |          |
| P.amp            | 38 |          | 39       |          | 43       |           | 54        | 54       | 54       |          |           |           |          |          |          |          |          |           |           |          |
| Yeham            | 47 |          | 52       |          | 54       |           | 55        | 55       | 55       |          |           |           |          |          |          |          |          |           |           |          |
| Chaba            | 17 |          | 32       |          | 49       |           | 57        | 58       | 56       |          |           |           |          |          |          |          |          |           |           |          |
| Geumhee          | 23 |          | 51       |          | 53       |           | 58        | 57       | 58       |          |           |           |          |          |          |          |          |           |           |          |
| Zoi              | 20 |          | 59       |          | 57       |           | 60        | 60       | 59       |          |           |           |          |          |          |          |          |           |           |          |
| Hoàn Nhan Gia Di | 52 |          | 50       |          | 55       |           | 59        | 59       | 60       |          |           |           |          |          |          |          |          |           |           |          |
| Shye             | 67 |          | 56       |          | 62       |           | 63        | 63       | 61       |          |           |           |          |          |          |          |          |           |           |          |
| Preemmy          | 65 |          | 46       |          | 52       |           | 61        | 61       | 62       |          |           |           |          |          |          |          |          |           |           |          |
| TN               | 34 |          | 67       |          | 69       |           | 67        | 66       | 63       |          |           |           |          |          |          |          |          |           |           |          |
| TK               | 39 |          | 65       |          | 60       |           | 64        | 64       | 64       |          |           |           |          |          |          |          |          |           |           |          |
| Mã Lệ Á          | T9 |          | 61       |          | 63       |           | 43        | 56       | 65       |          |           |           |          |          |          |          |          |           |           |          |
| Jessica          | 54 |          | 45       |          | 61       |           | 65        | 65       | 66       |          |           |           |          |          |          |          |          |           |           |          |
| Vương Nhất Băng  | 27 |          | 55       |          | 65       |           | 68        | 67       | 68       |          |           |           |          |          |          |          |          |           |           |          |
| Kiều Hâm Manh    | 58 |          | 68       |          | 68       |           | 66        | 69       | 69       |          |           |           |          |          |          |          |          |           |           |          |
| Chung Tư Dương   | 70 | Rút lui  | Rút lui  |          |          |           |           |          |          |          |           |           |          |          |          |          |          |           |           |          |

## Đĩa nhạc

### Album tổng hợp
| Tựa đề       | Chi tiết |
| ------------ | --- |
| Summer Dream | - Phát hành: 17 tháng 2 năm 2024 - Hãng đĩa: WeTV, Ryce - Định dạng: Tải nhạc, streaming Danh sách bài hát 1. "Summer Dream" (English version) 2. "Summer Dream" (Thai version) 3. "Summer Dream" (Live version) 4. "Summer Dream" (English instrumental version) 5. "Summer Dream" (Thai instrumental version) 6. "Summer Dream" (Live instrumental version) |